# Flore de l'archipel du Svalbard

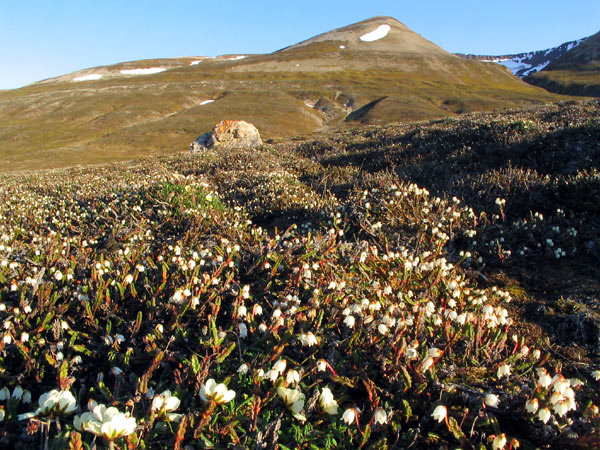
Cassiope tetragona

Il existe 164 espèces de plantes vasculaires dans l'archipel du Svalbard, qui se trouve dans l'Arctique norvégien, ce qui n'inclut pas les algues, les mousses et les lichens qui sont des plantes non vasculaires. Ce nombre révèle une diversité de plantes étonnamment variée pour un écosystème nordique. Elles sont toutes à croissance lente du fait du climat extrême de cette région et atteignent rarement plus d'une dizaine de centimètres.
Dans certains habitats, en particulier dans les vallées au climat plus clément, les plantes produisent des tapis de fleurs. Le Svalbard est divisé en quatre zones de végétation.

## Espèces
- Arabis alpina[1] (arabette alpine)
- Arenaria pseudofrigida
- Arnica alpina
- Betula nana[1] (bouleau nain)
- Braya purpurascens
- Campanula uniflora (campanule uniflore)
- Cardamine nymanii

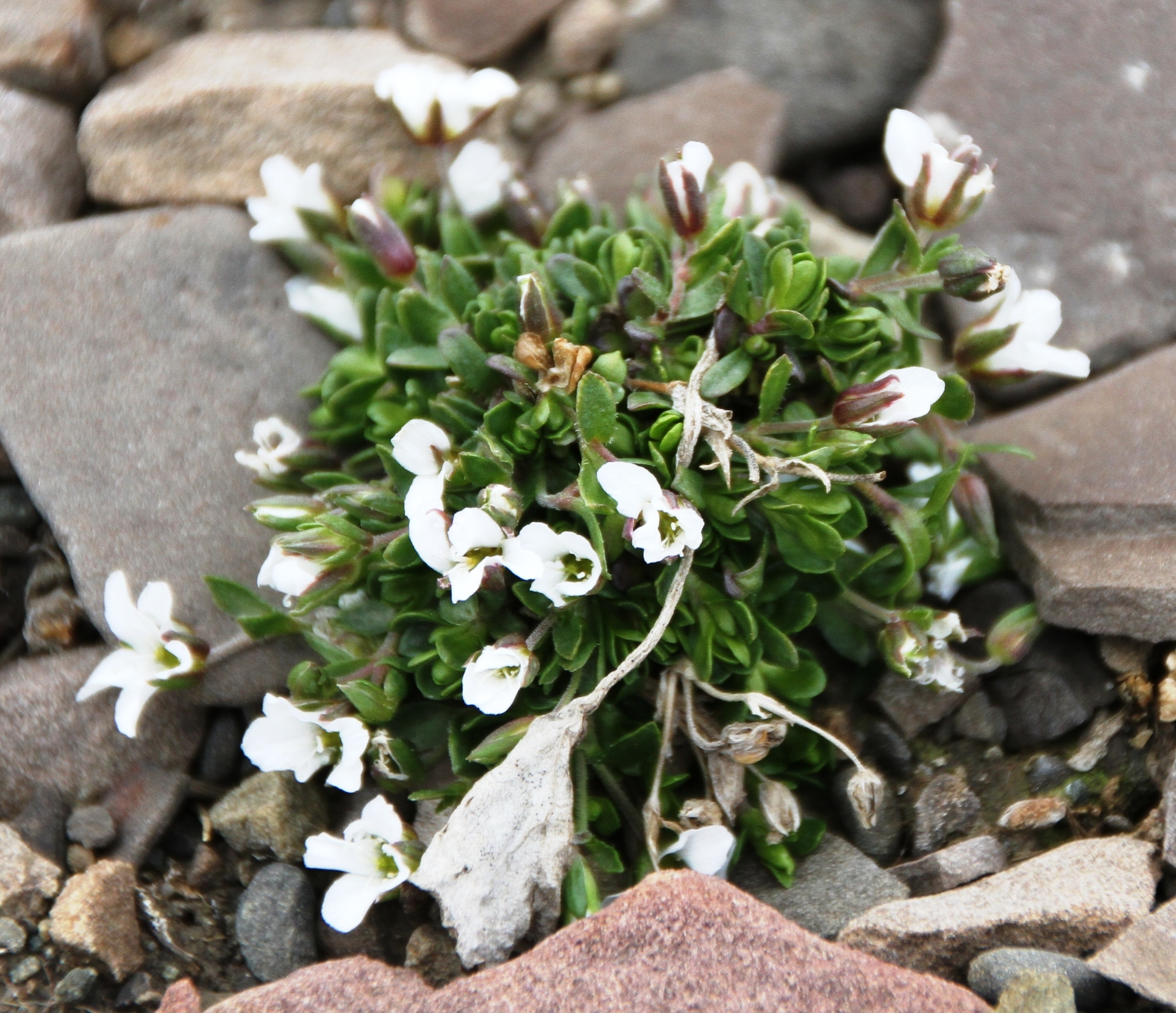
Arenaria pseudofrigida dans la plaine de Vestpynten (île de Spitzberg)
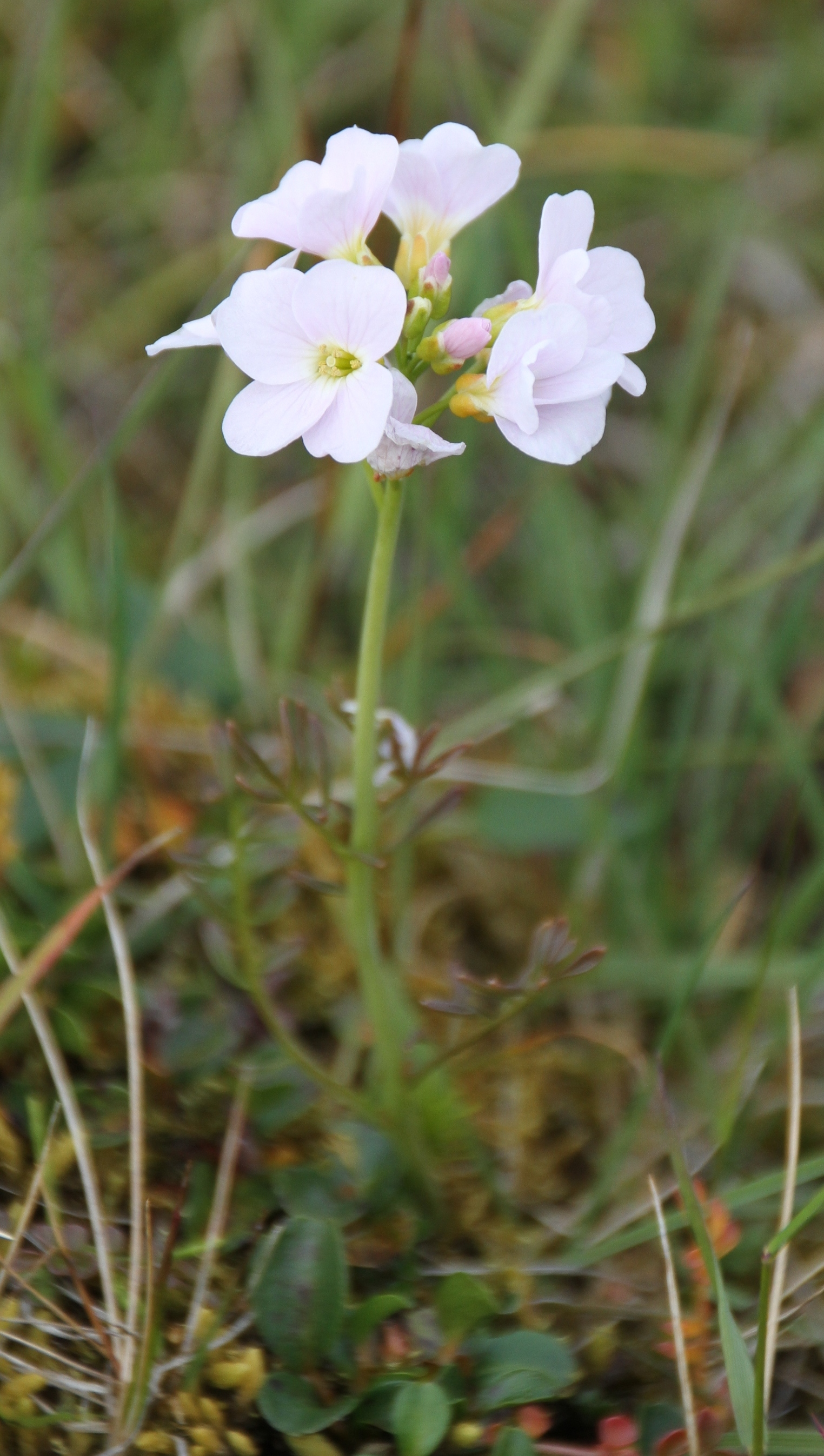
Cardamine nymanii dans la plaine de Vestpynten (île de Spitzberg)
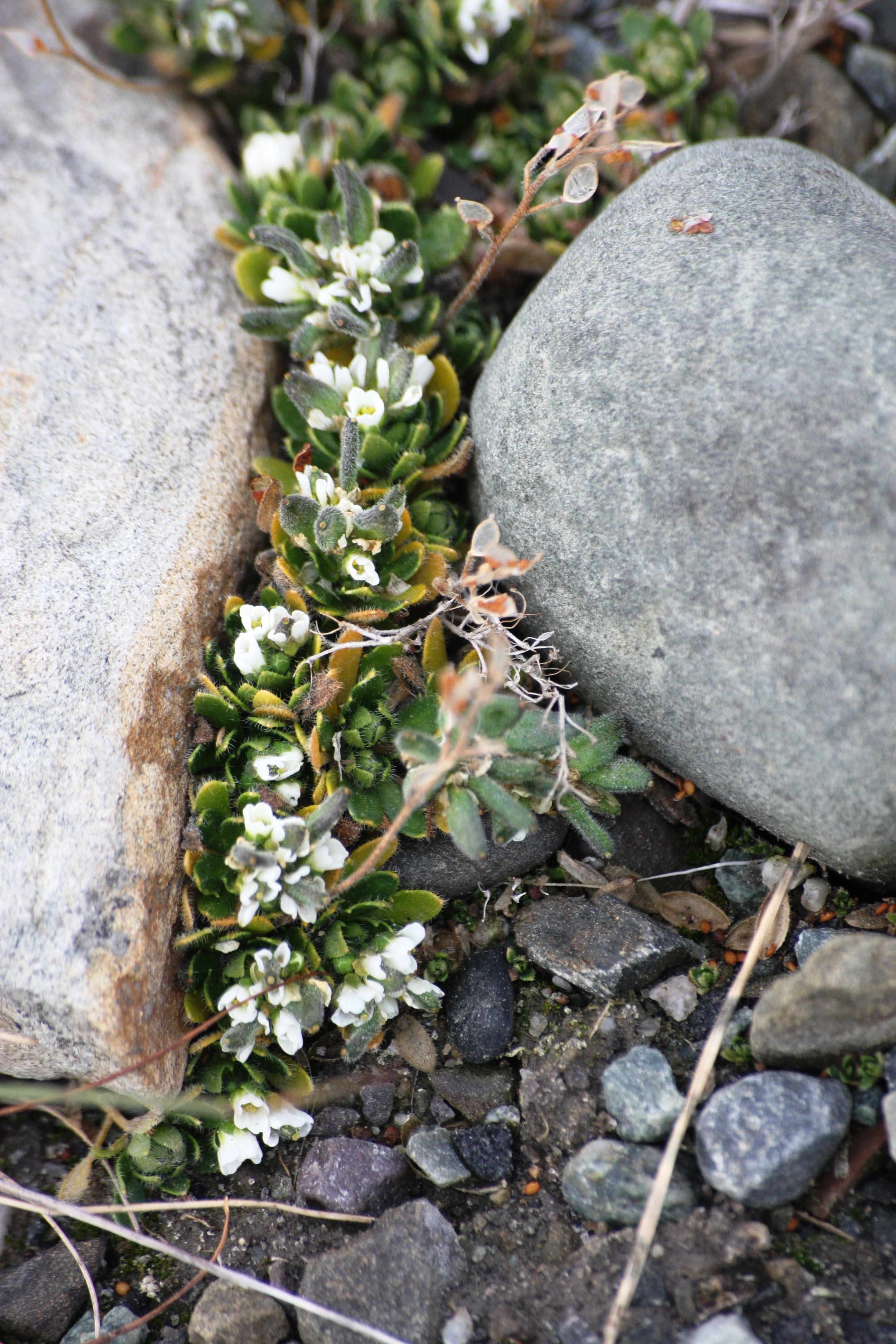
Draba arctica à l'ouest de Longyearbyen (Spitzberg)
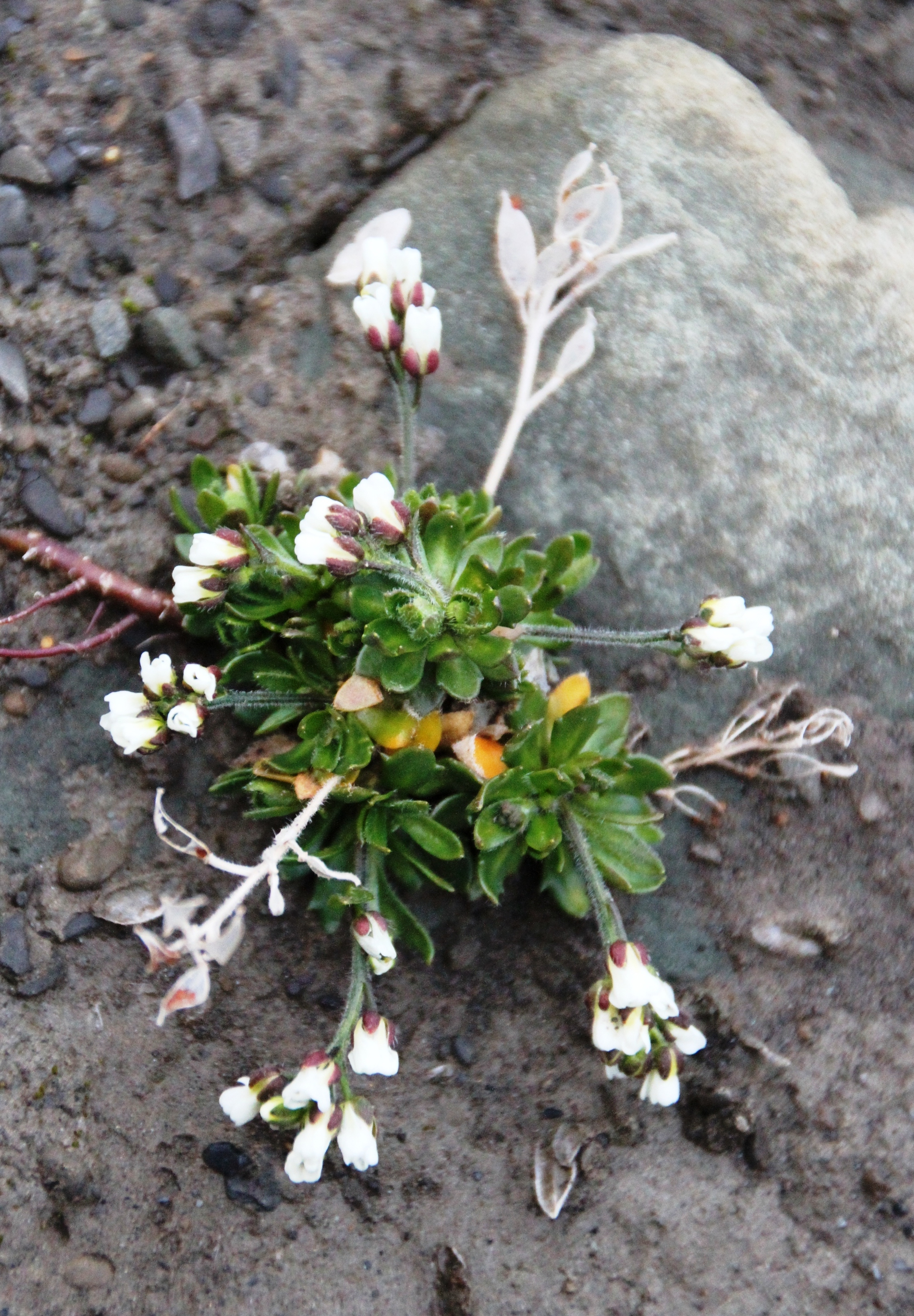
Draba norvegica près de Longyearbyen (Spitzberg)
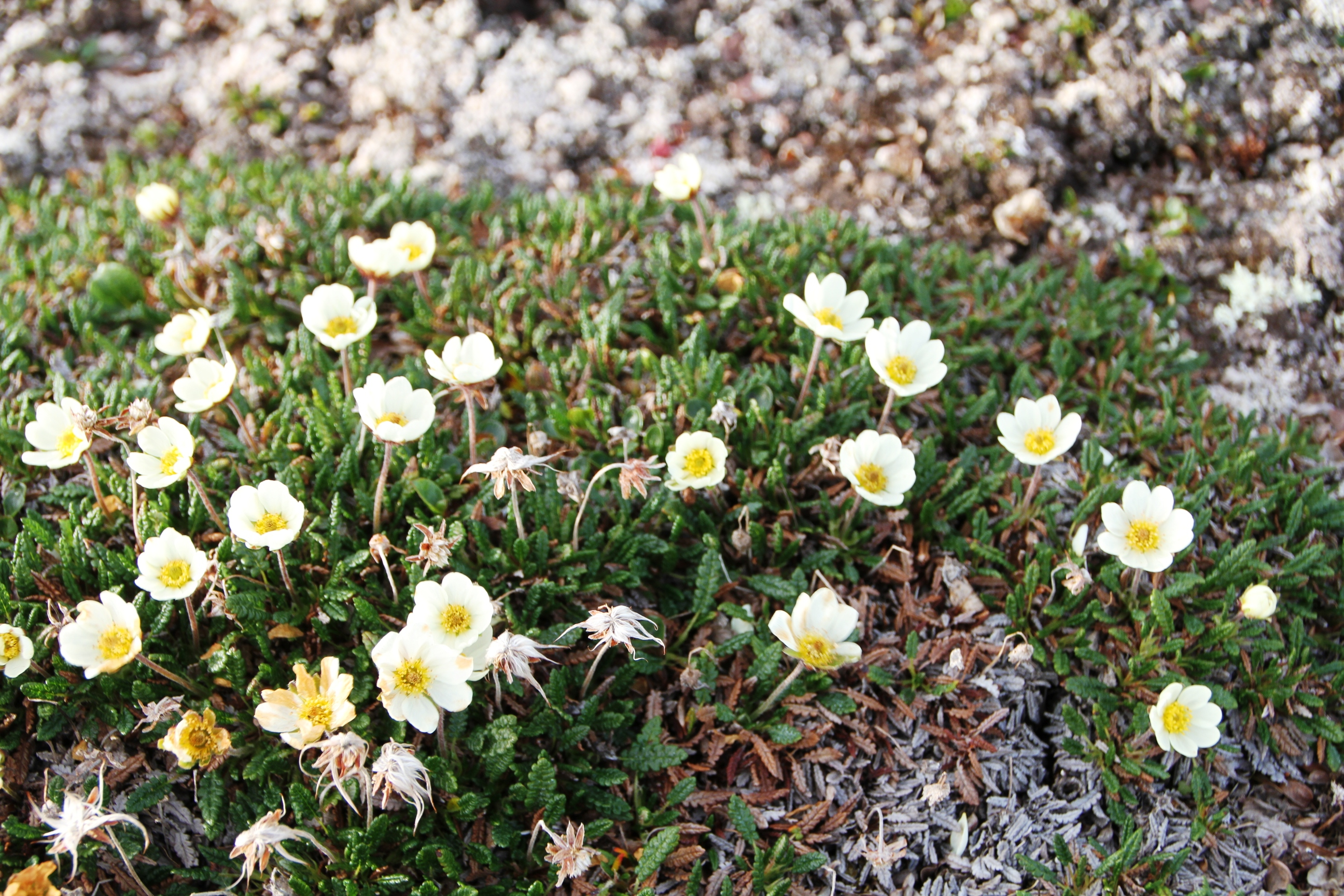
Dryas octopetala à Reinsdyrflya (nord de l'île de Spitzberg)

- Carex misandra
- Cassiope tetragona[1]
- Cerastium arcticum
- Cochlearia officinalis
- Deschampsia alpina
- Draba
  - D. arctica
  - D. bellii
  - D. lactea
  - D. norvegica
- Dryas octopetala[1]
- Dupontia psilosantha
- Empetrum nigrum[1] (camarine noire)

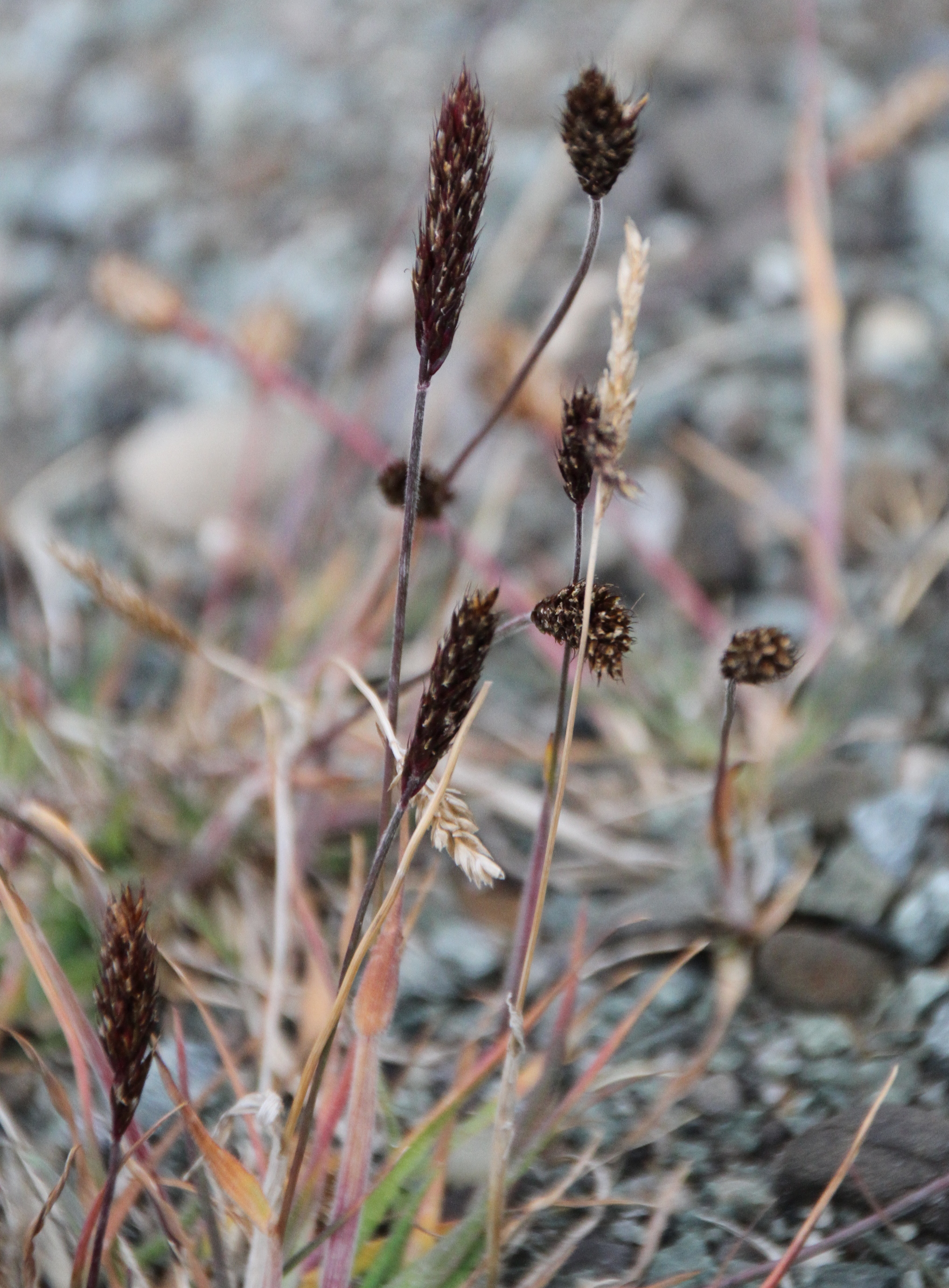
Carex misandra près de Longyearbyen (Spitzberg)
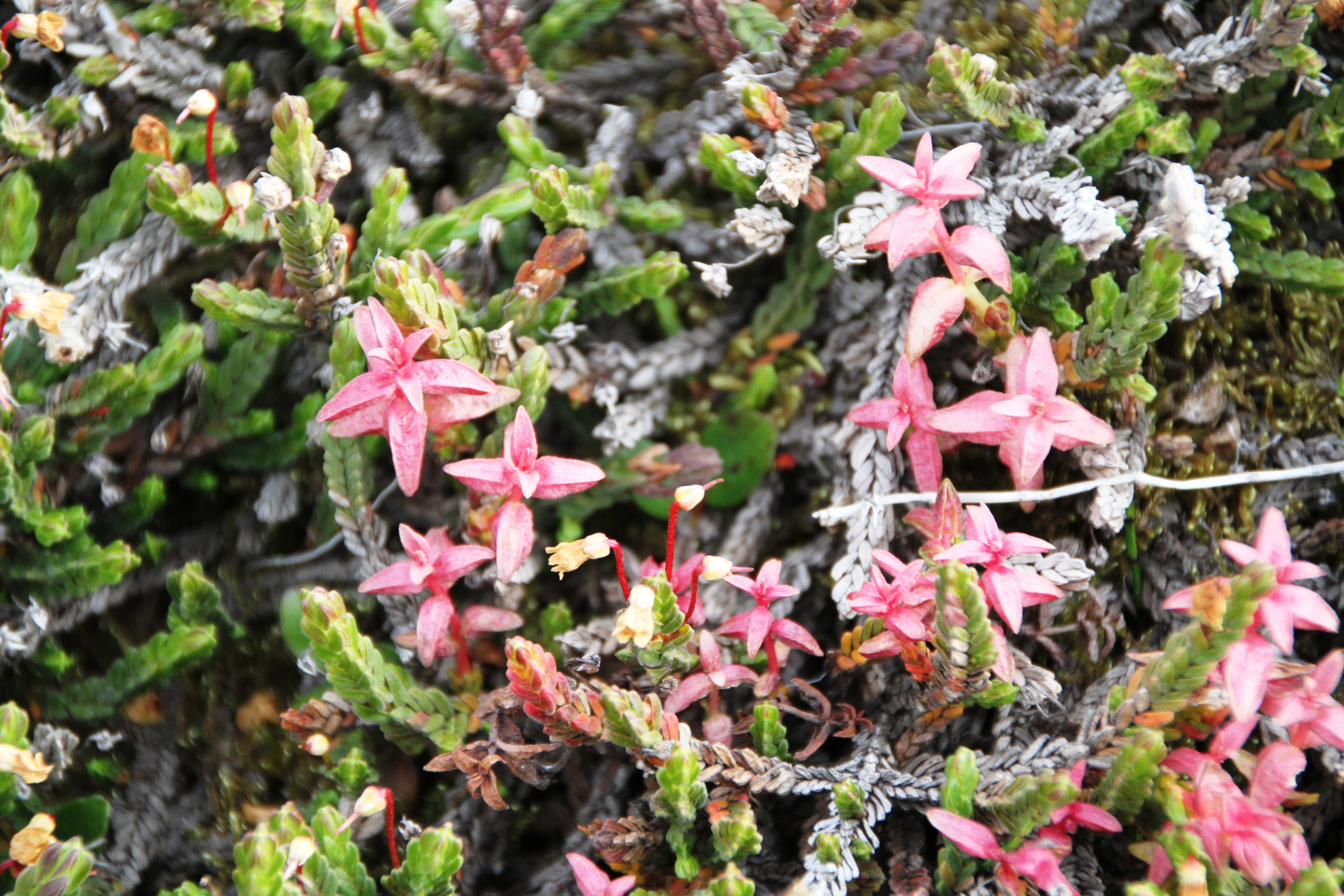
Cassiope tetragona près de Longyearbyen
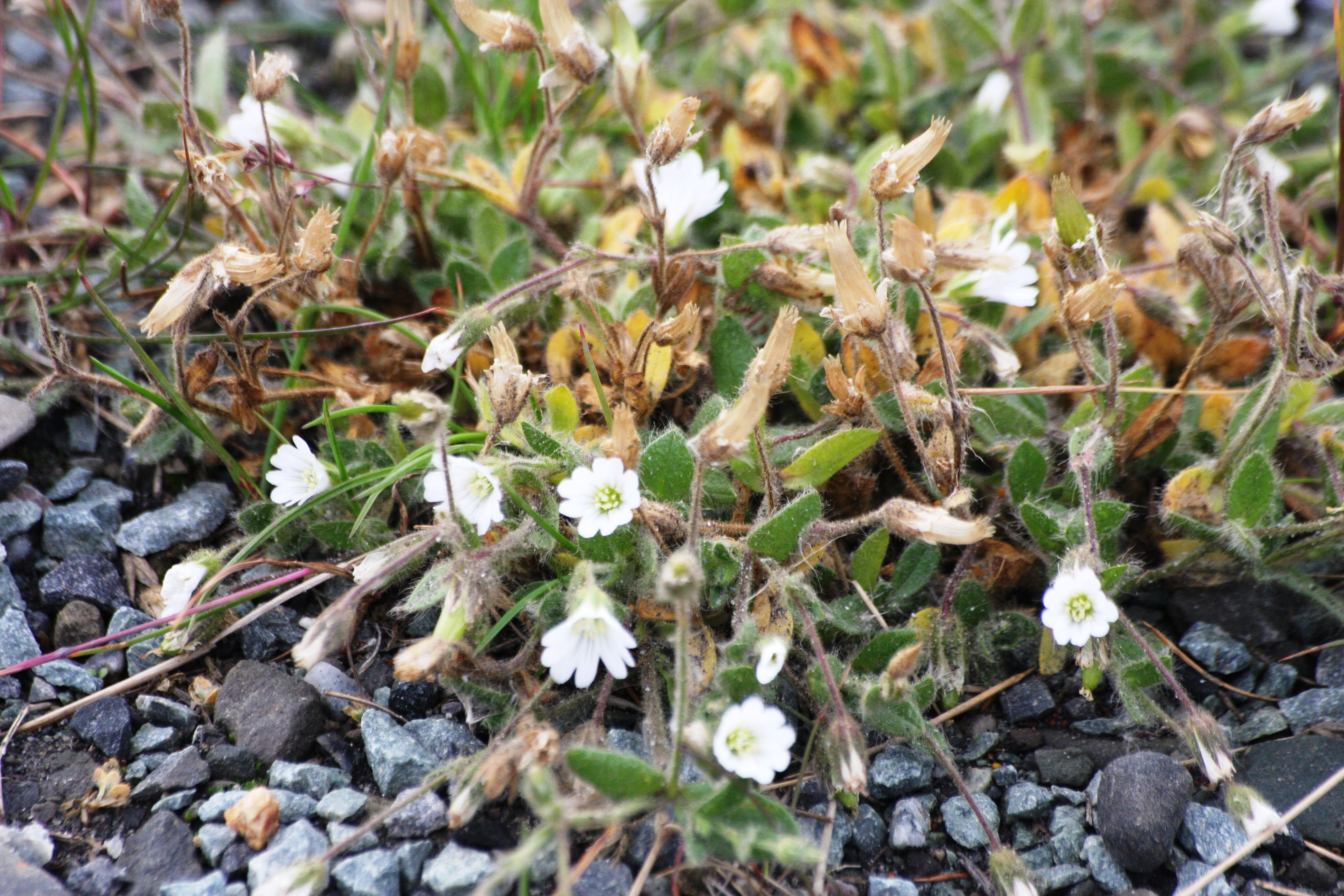
Cerastium arcticum à l'ouest de Longyearbyen
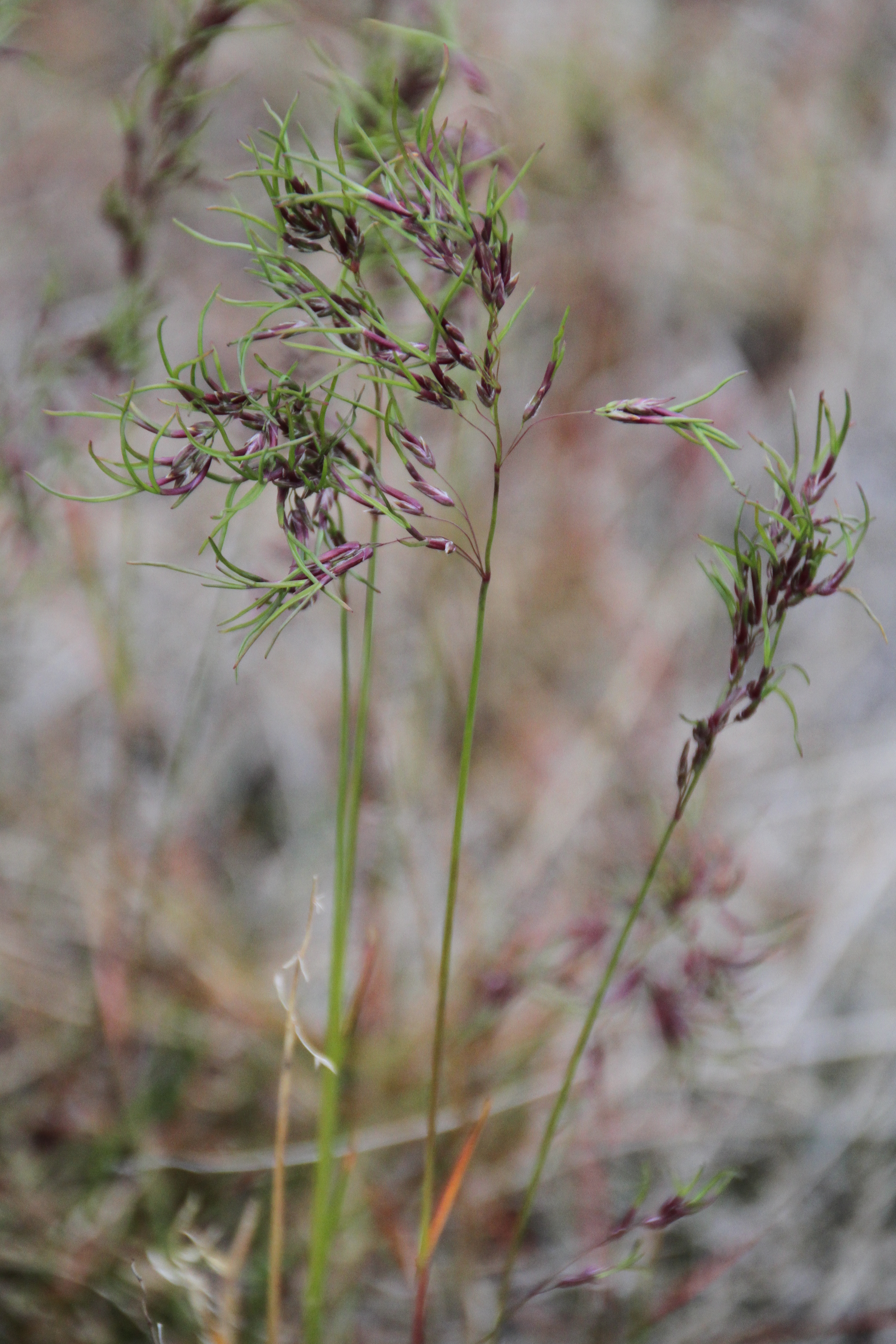
Deschampsia alpina près de Longyearbyen
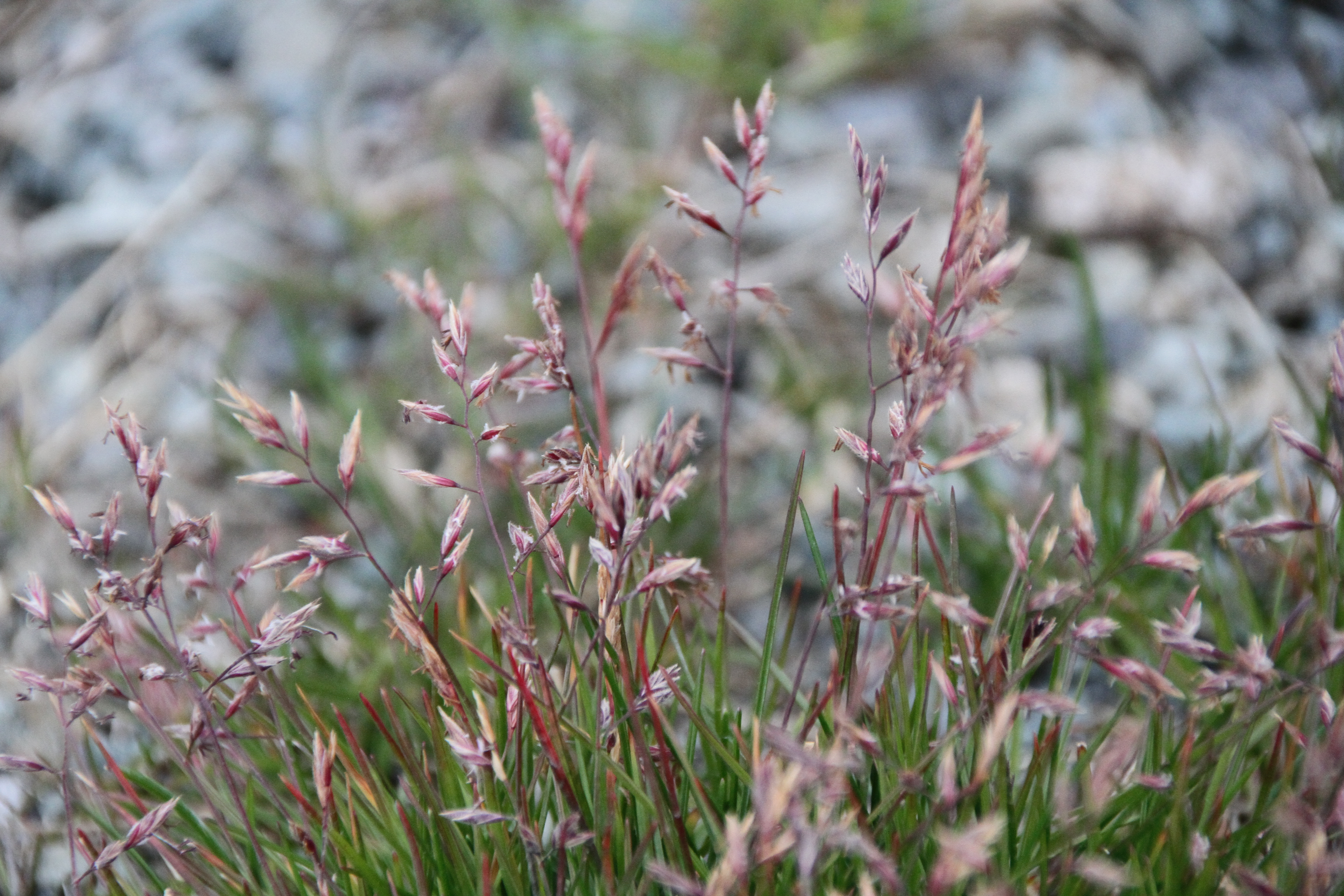
Dupontia psilosantha près de Longyearbyen
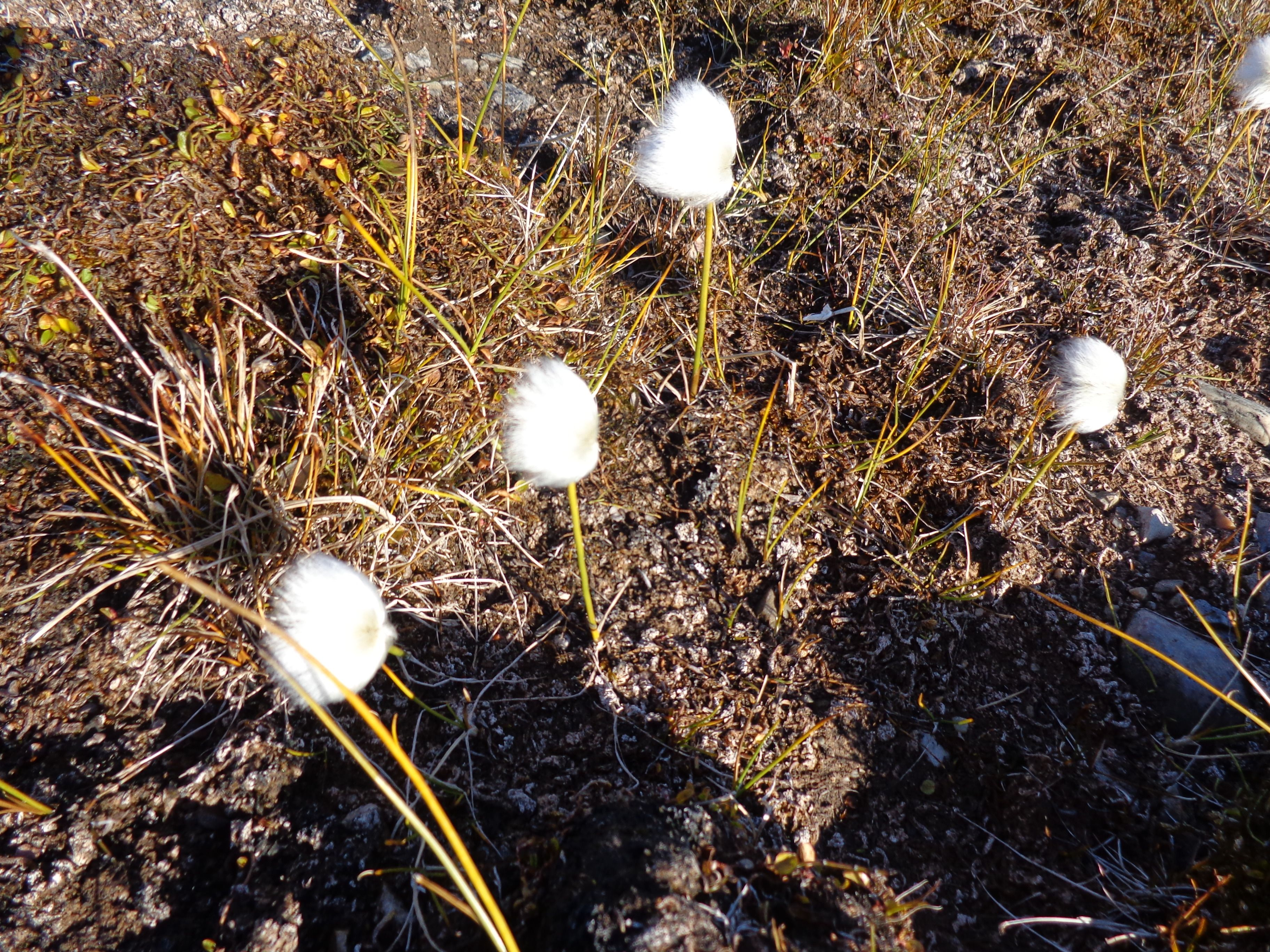
Eriophorum scheuchzeri subsp. arcticum (Svalbard)

- Equisetum arvense var. alpestre
- Erigeron humilis
- Eriophorum scheuchzeri
- Hierochloe alpina
- Huperzia selago subsp. arctica
- Luzula
  - L. arctica
  - L. confusa
- Mertensia maritima
- Minuartia rubella
- Oxyria digyna

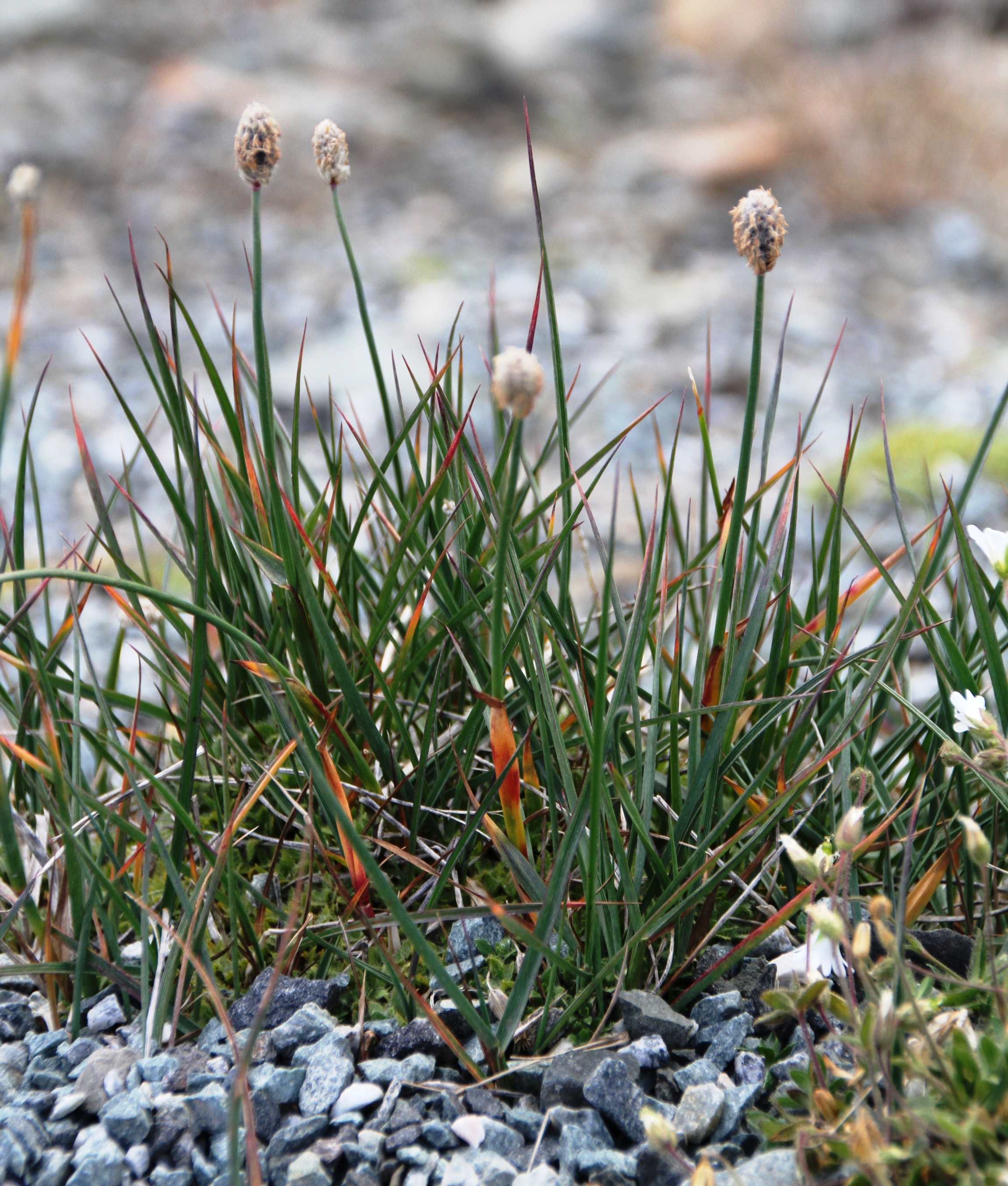
Hierochloe alpina près de Longyarbyen (Spitzberg)
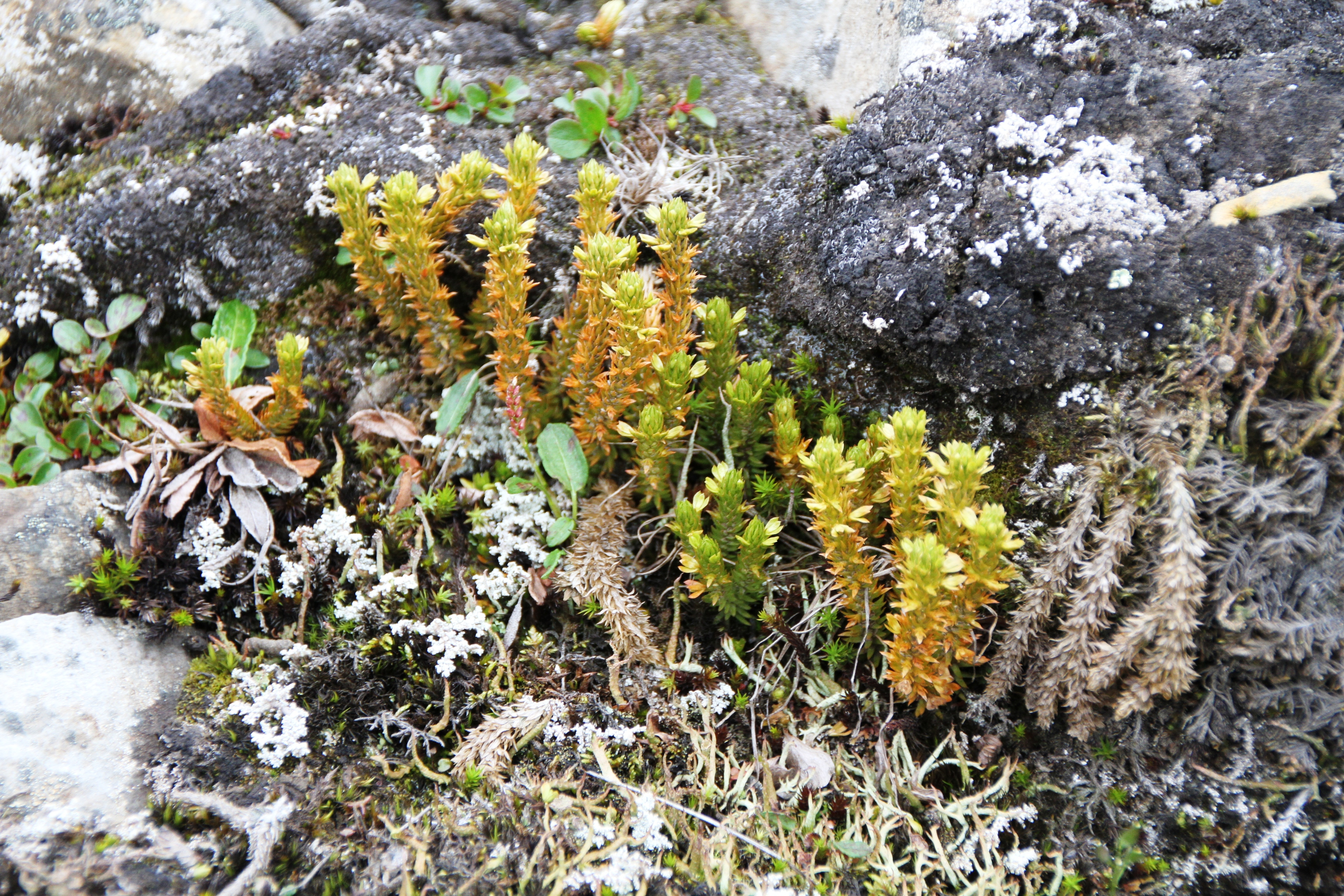
Huperzia selago subsp. arctica près de Longyearbyen (Spitzberg)
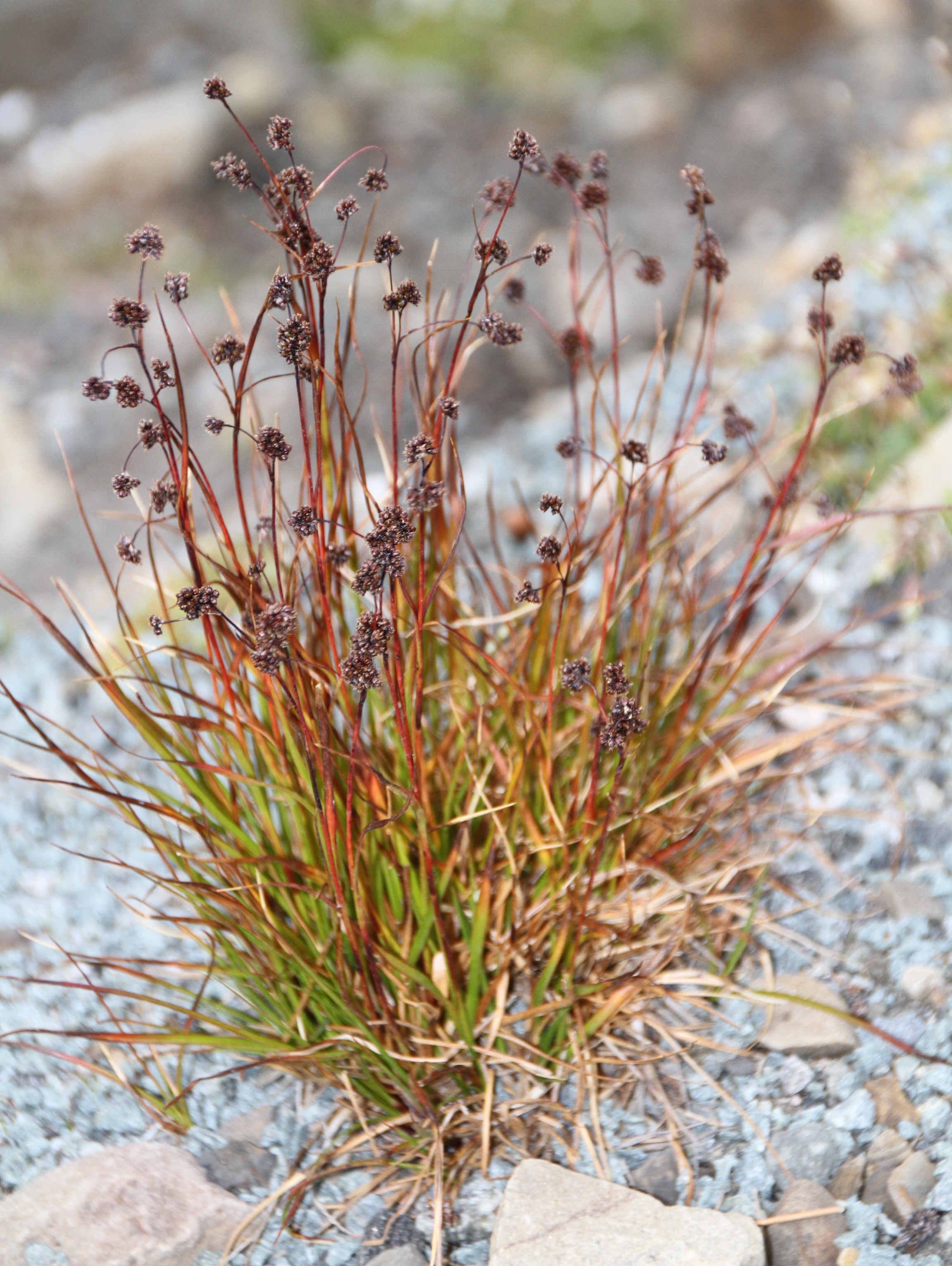
Luzula arcuata près de Longyearbyen
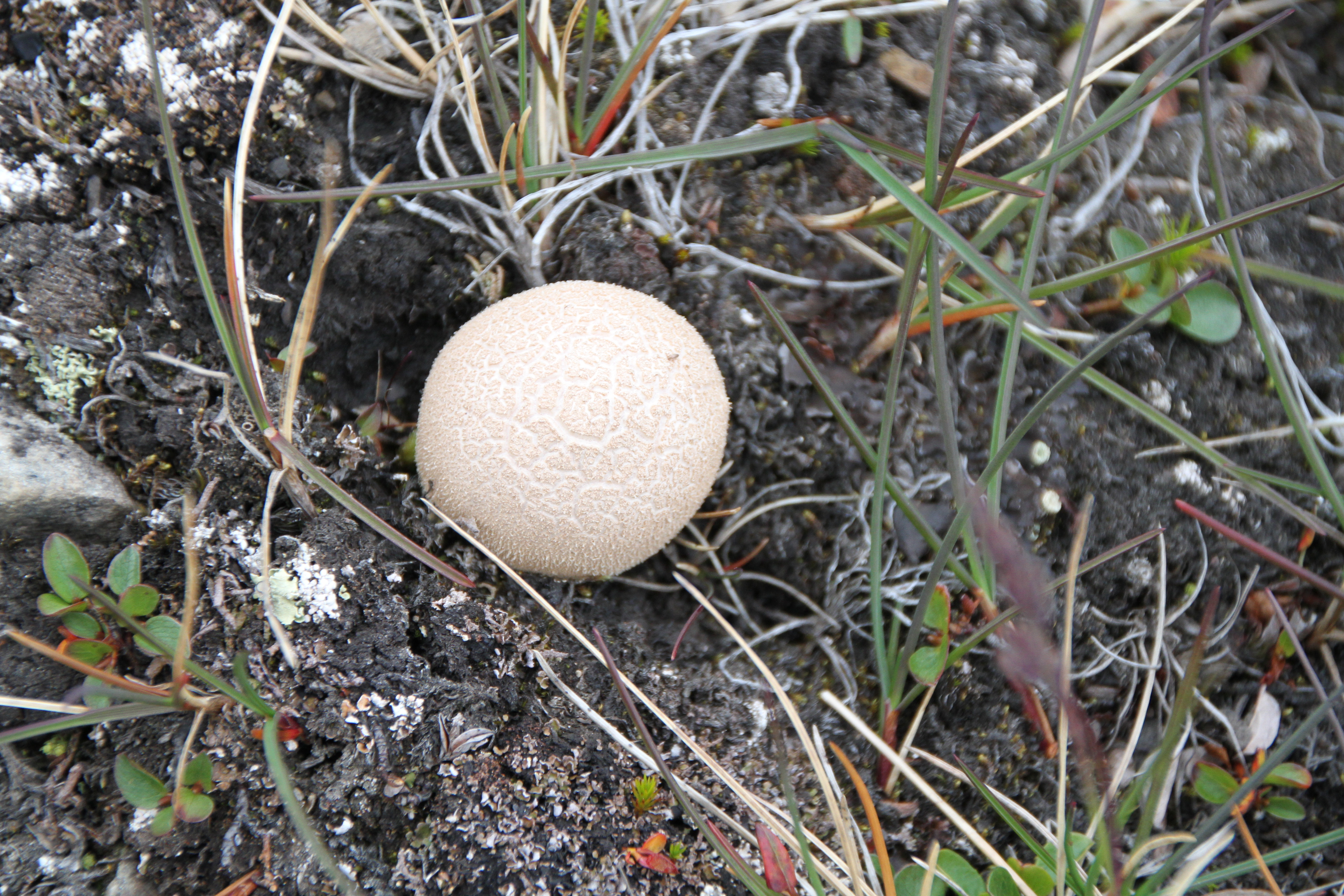
Lycoperdon frigidum dans la plaine de Vestpynten (Spitzberg)
Oxyria digyna (Svalbard)

- Papaver dahlianum
- Pedicularis
  - P. dasyantha
  - P. hirsuta
- Petasites frigidus

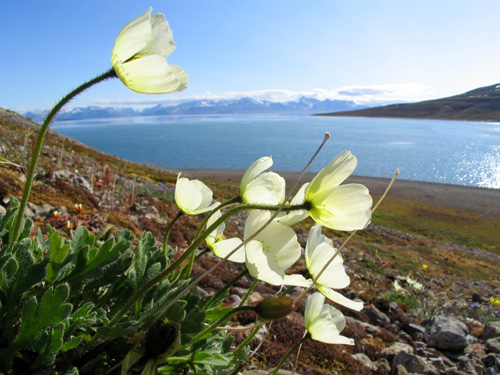
Papaver dahlianum (Svalbard)
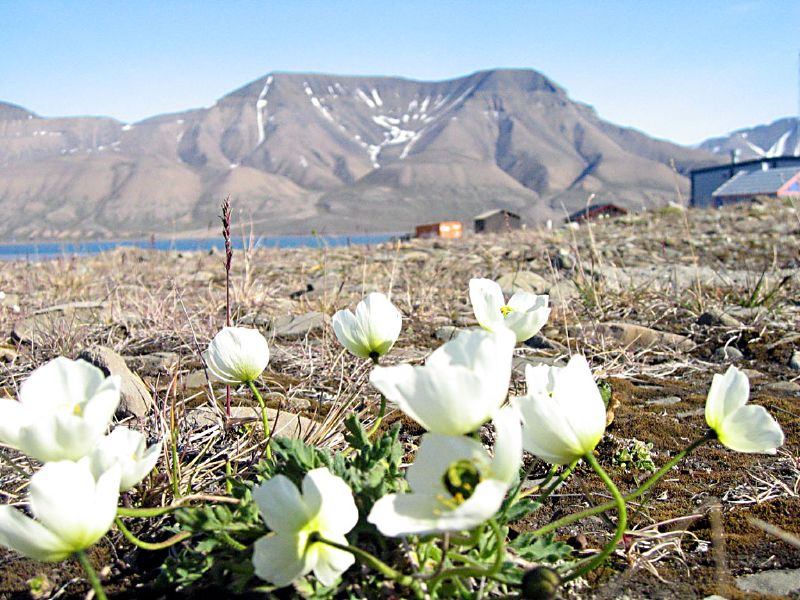
Papaver dahlianum près de Longyearbyen
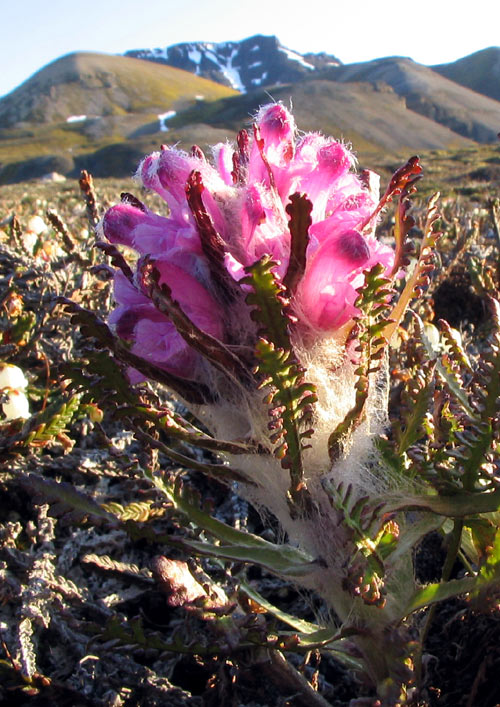
Pedicularis dasyantha
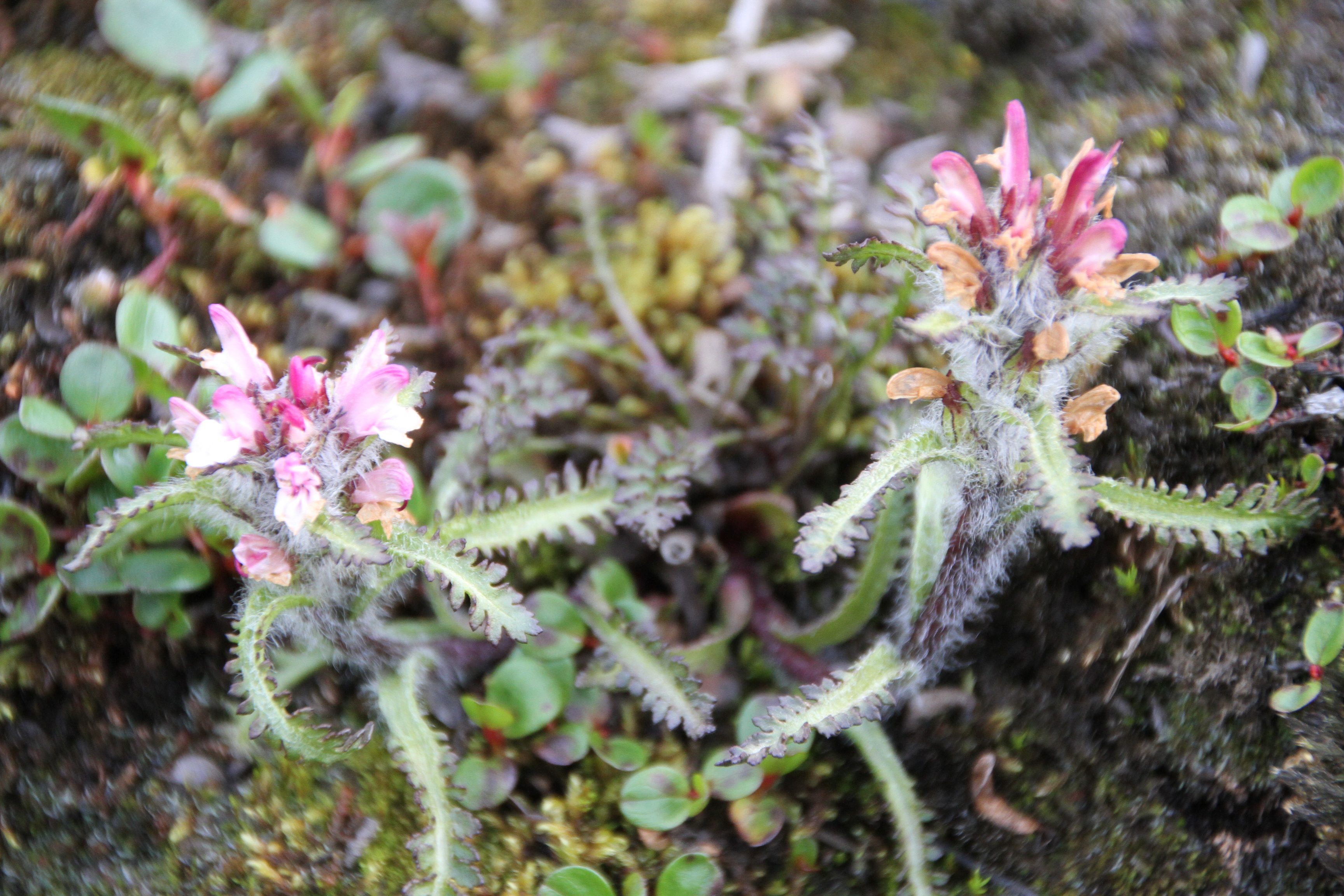
Pedicularis hirsuta dans la vallée d'Endalen (Spitzberg)
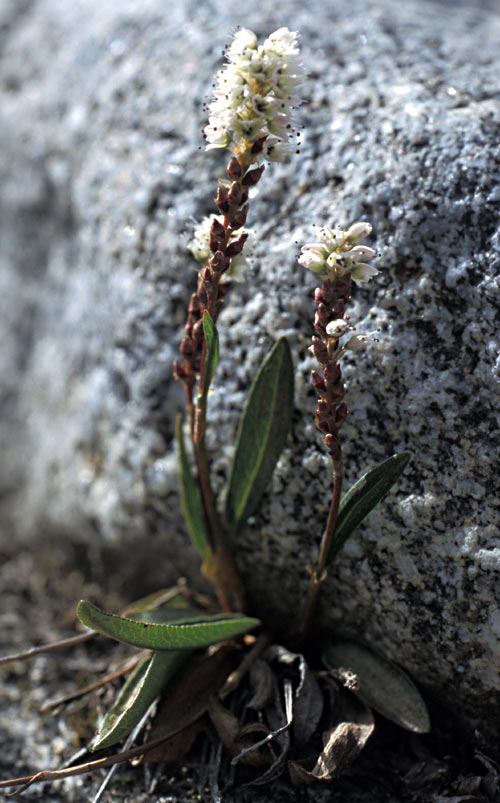
Polygonum viviparum (Svalbard)

- Pinguicula alpina[2]

- Poa alpina
- Polemonium boreale
- Polygonum viviparum
- Potentilla
  - P. chamissonis
  - P. hyparctica
  - P. pulchella
- Puccinellia phryganodes

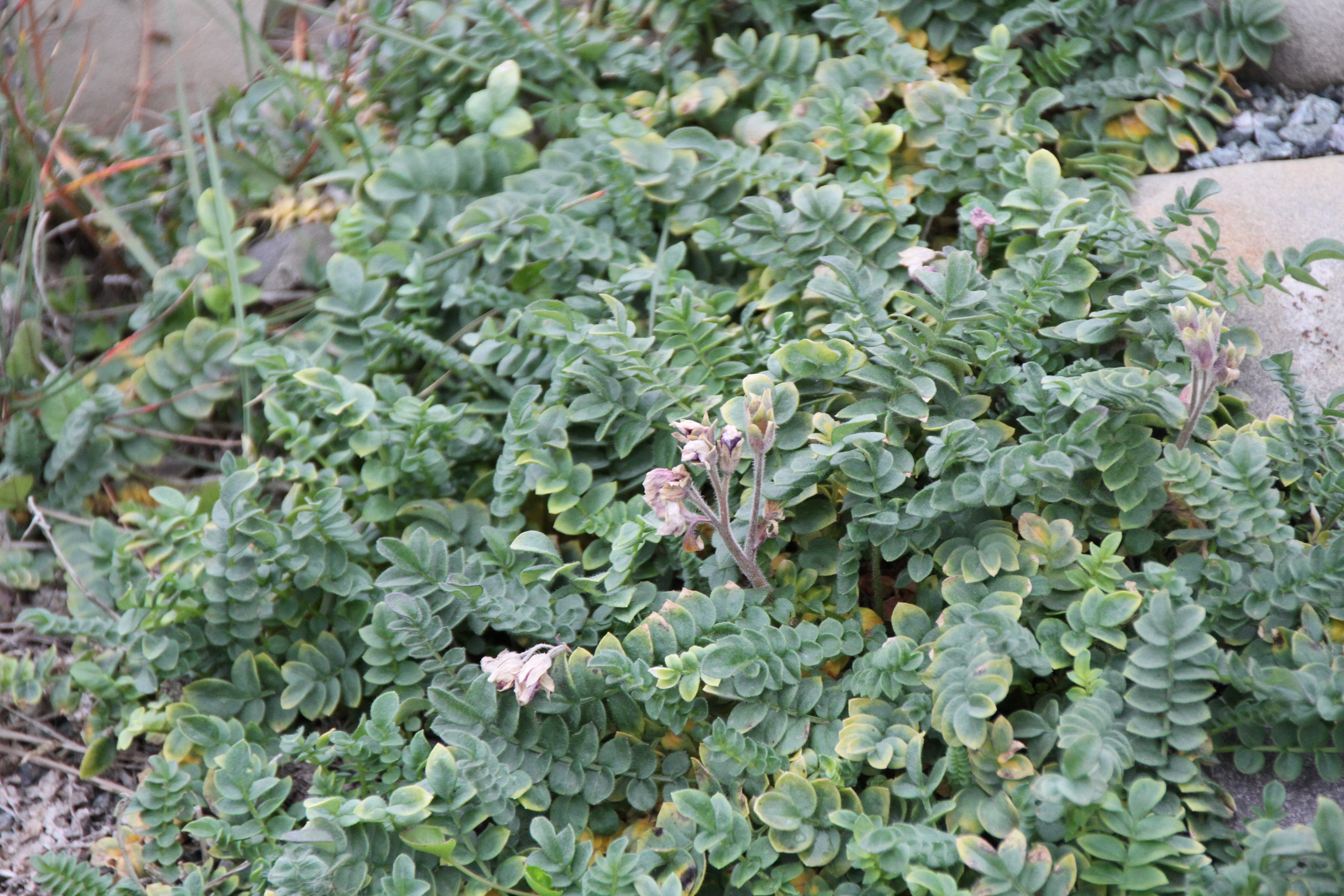
Polemonium boreale près de Longyearbyen (île de Spitzberg)
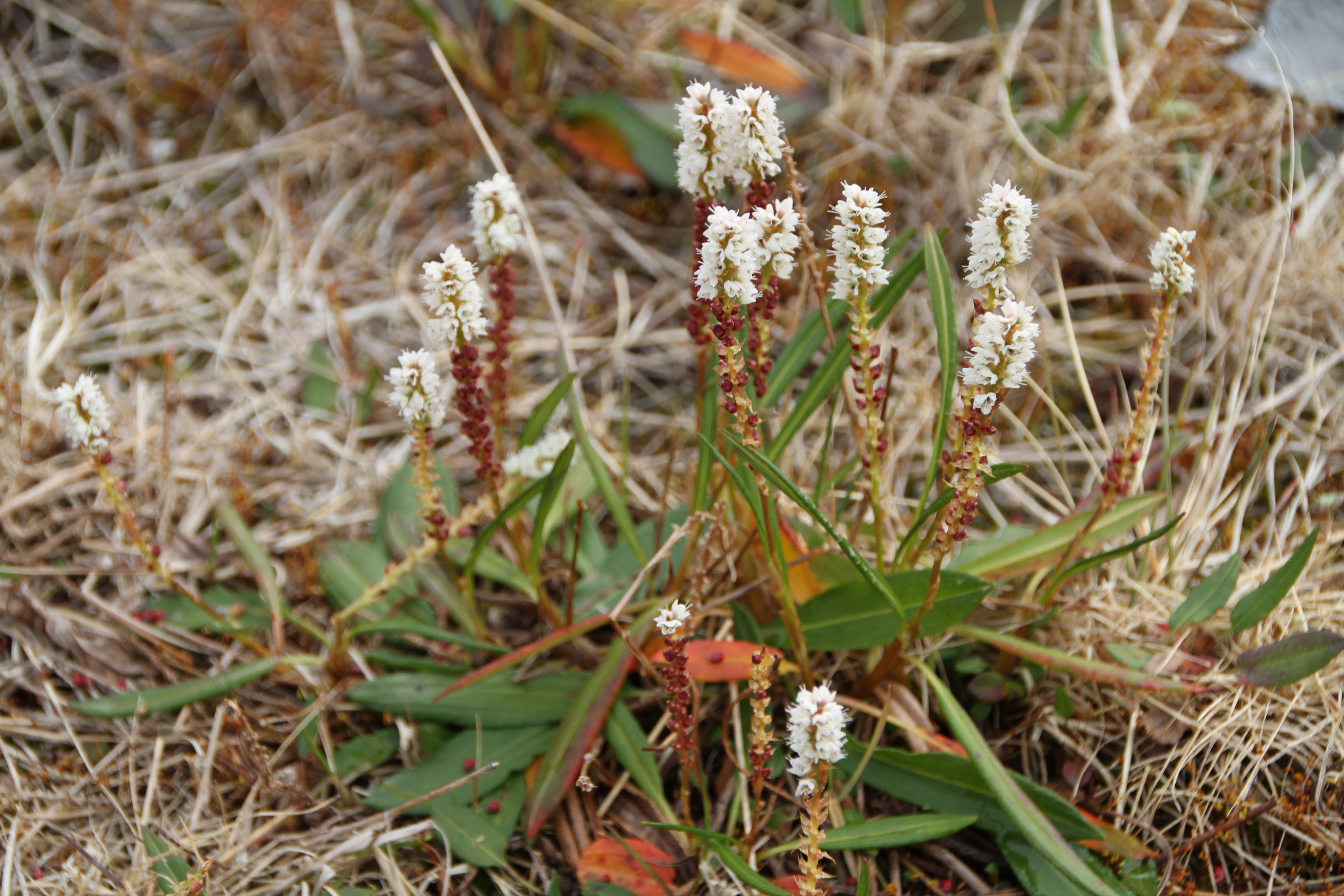
Polygonum viviparum près de Pyramiden (île de Spitzberg)
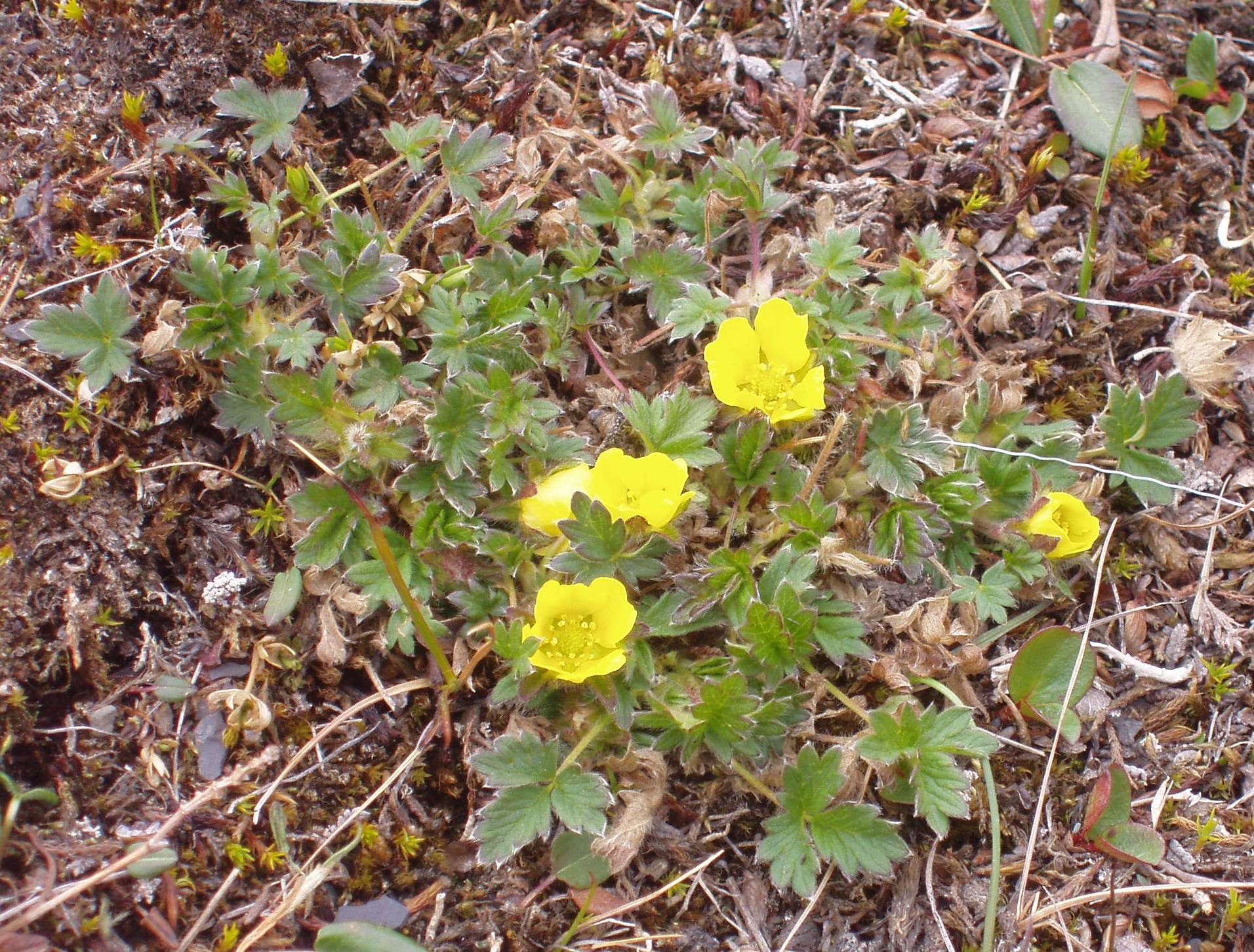
Potentilla hyparctica près de Longyearbyen

- Ranunculus
  - R. hyperboreus
  - R. lapponicus
  - R. nivalis
  - R. pedatifidus
  - R. pygmaeus
  - R. sulphureus

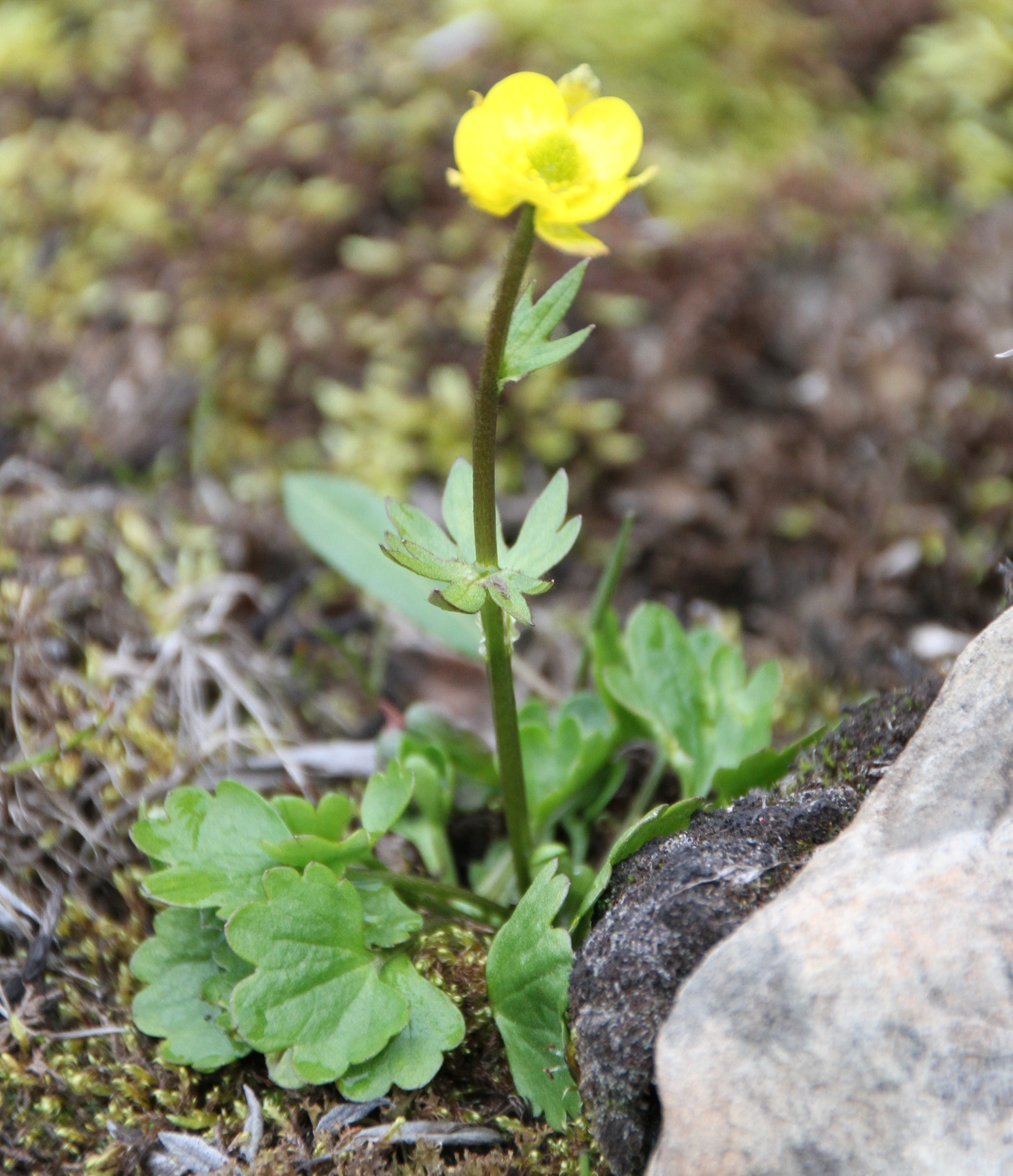
Ranunculus lapponicus au milieu de l'île de Spitzberg
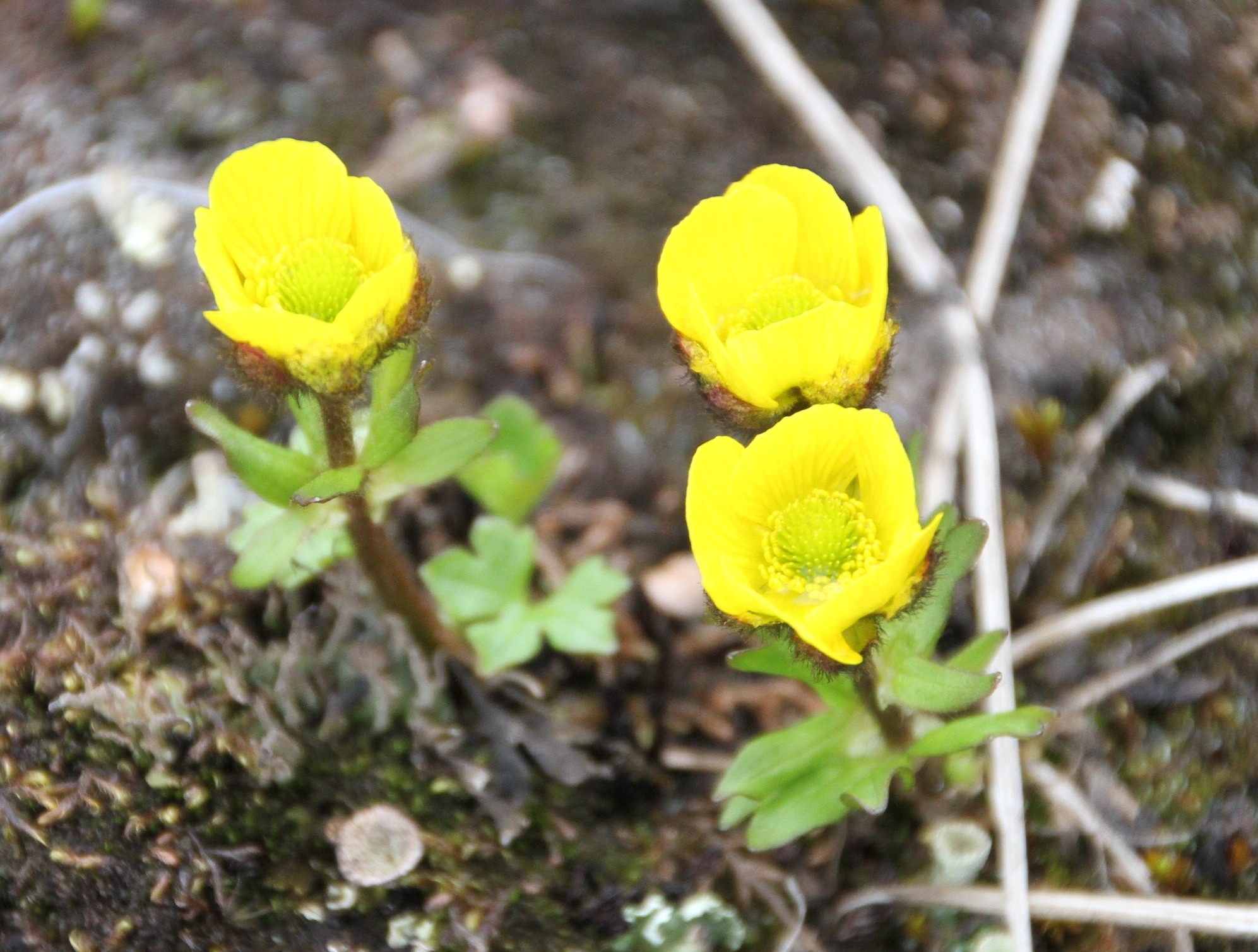
Ranunculus nivalis près de Longyearbyen (île de Spitzberg)
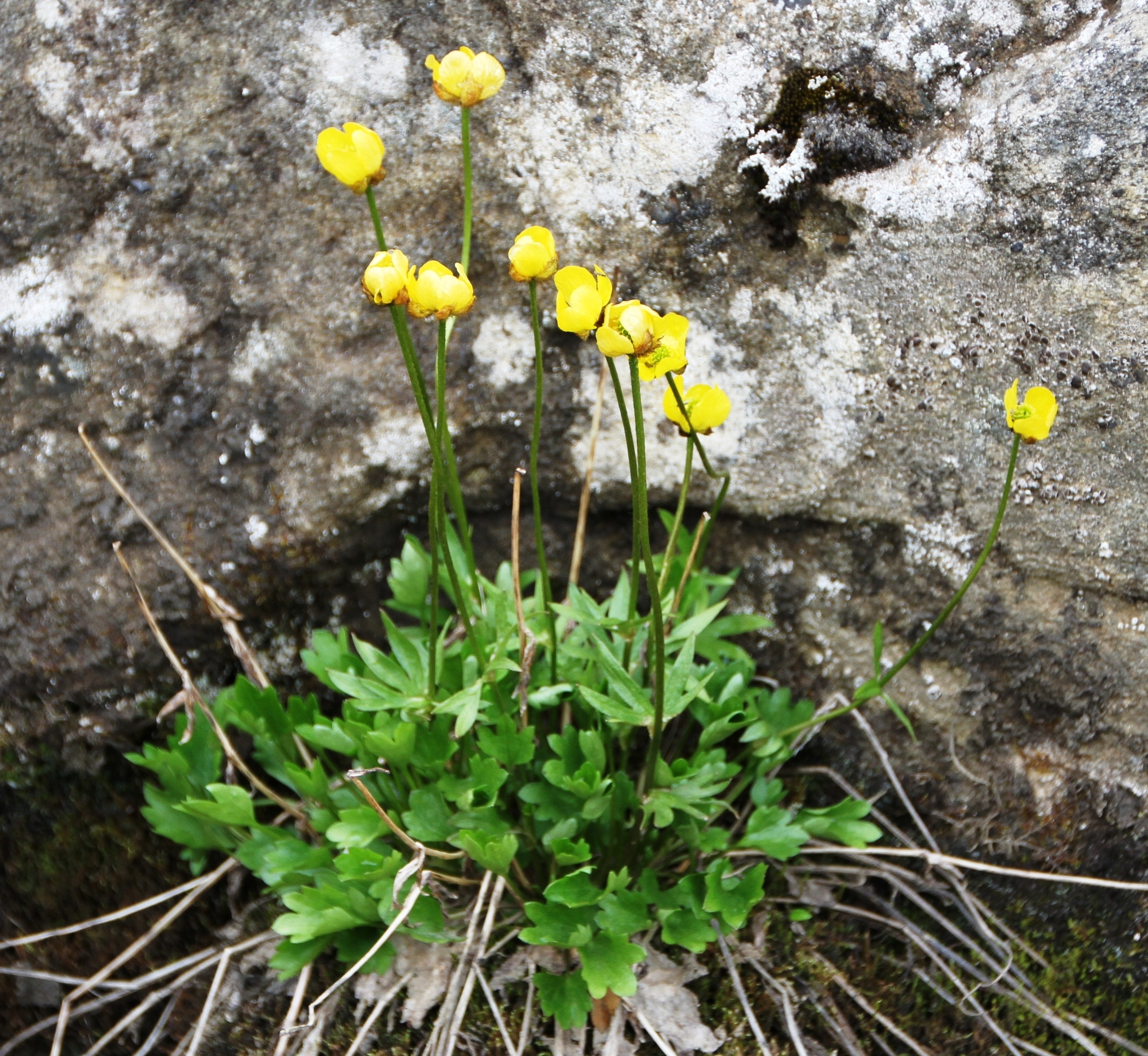
Ranunculus pedatifidus près de Longyearbyen

- Rubus chamaemorus[1]
- Salix
  - Salix herbacea[1]
  - Salix polaris (saule polaire)

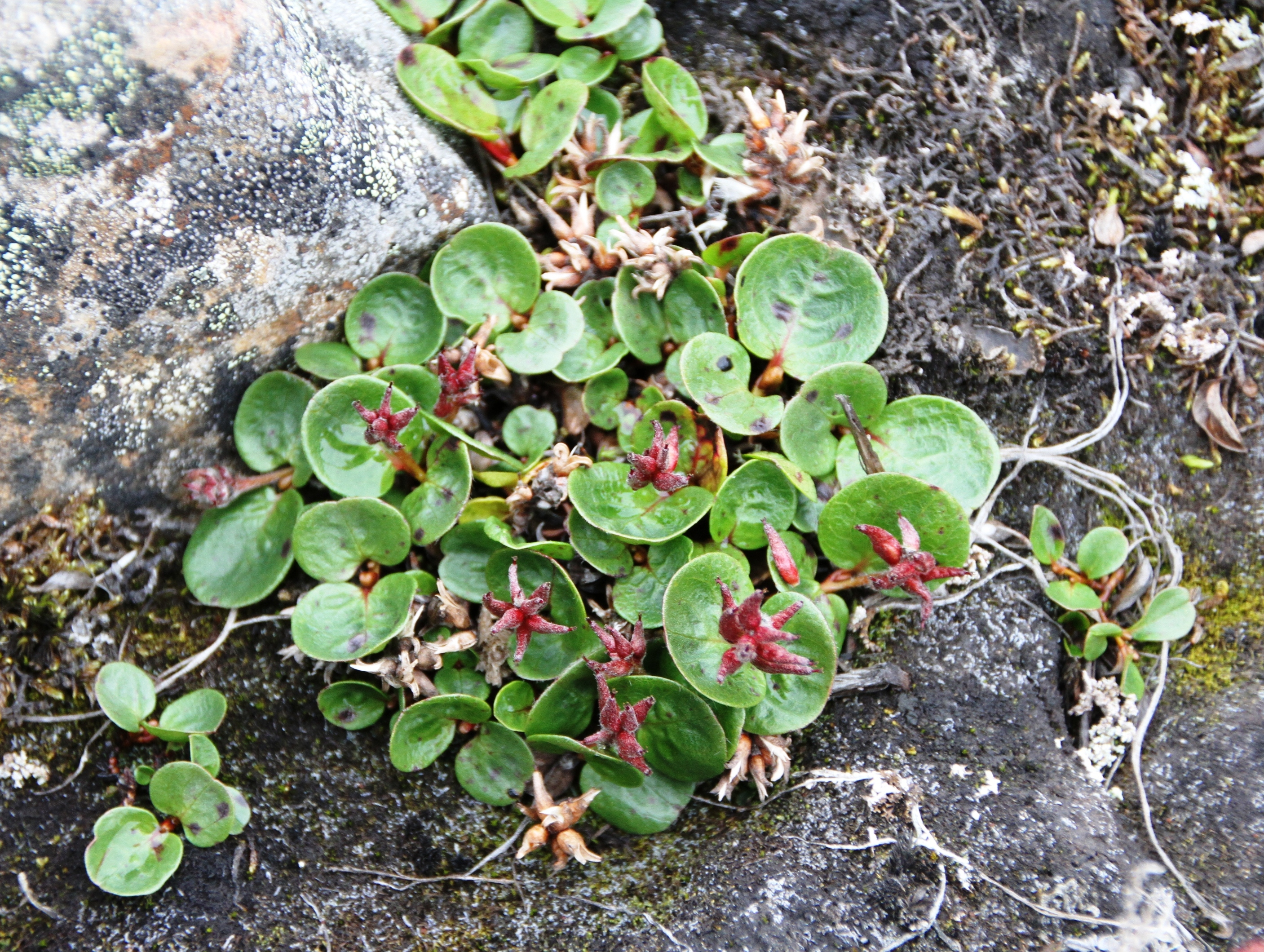
Salix polaris près d'Adventdalen (milieu de l'île de Spitzberg)
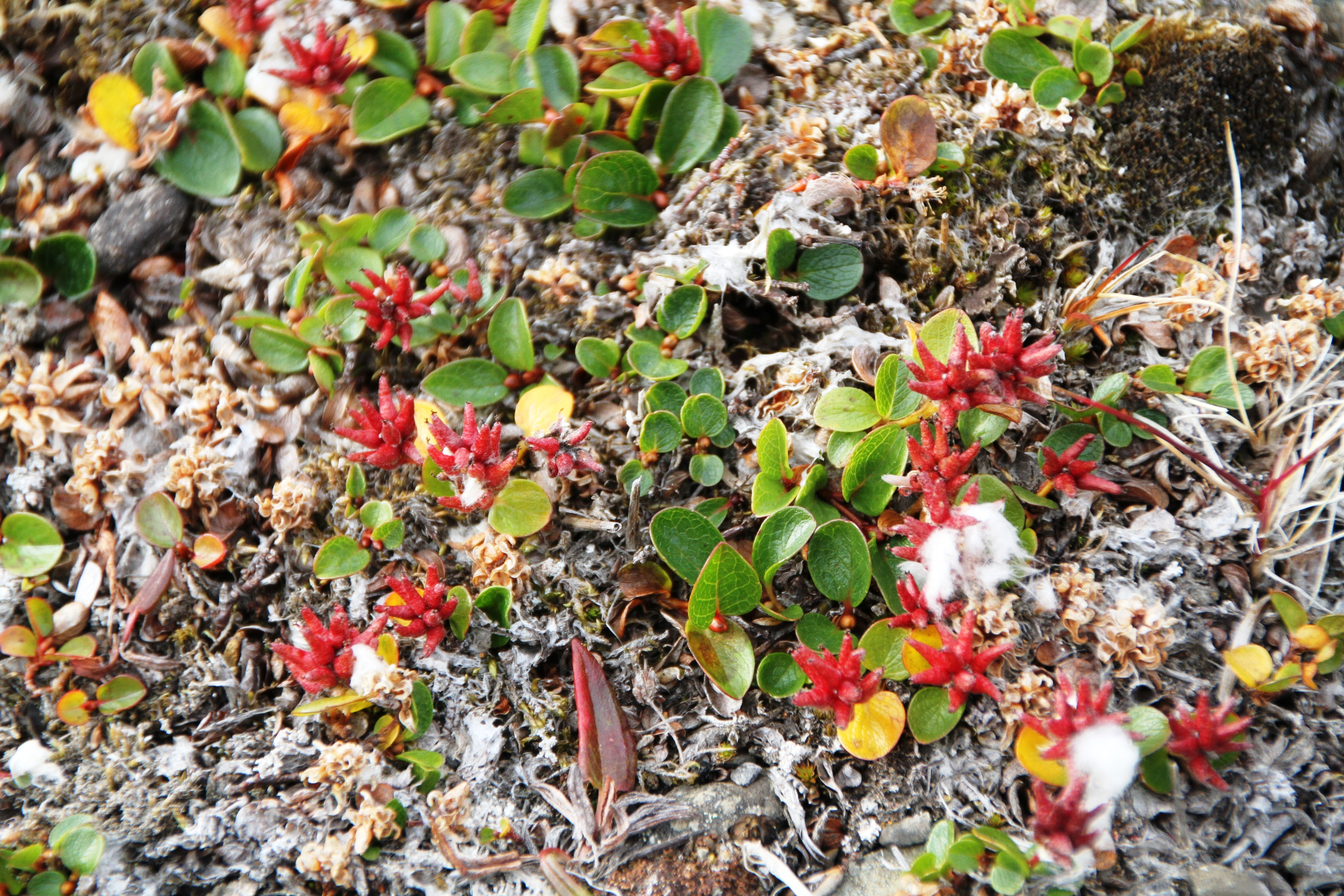
Salix polaris près de Longyearbyen
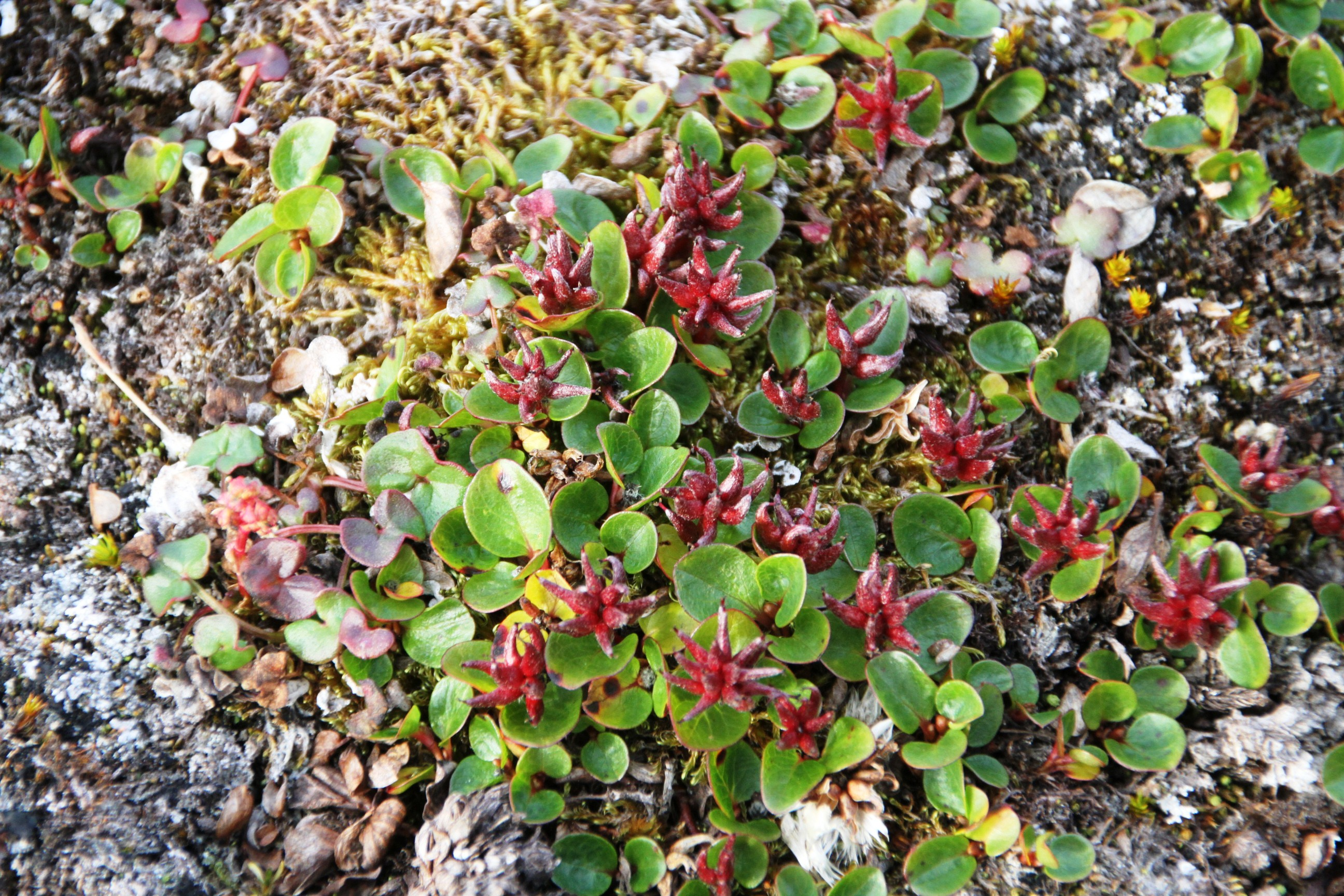
Salix polaris près de Reinsdyrflya (nord de l'île de Spitzberg)
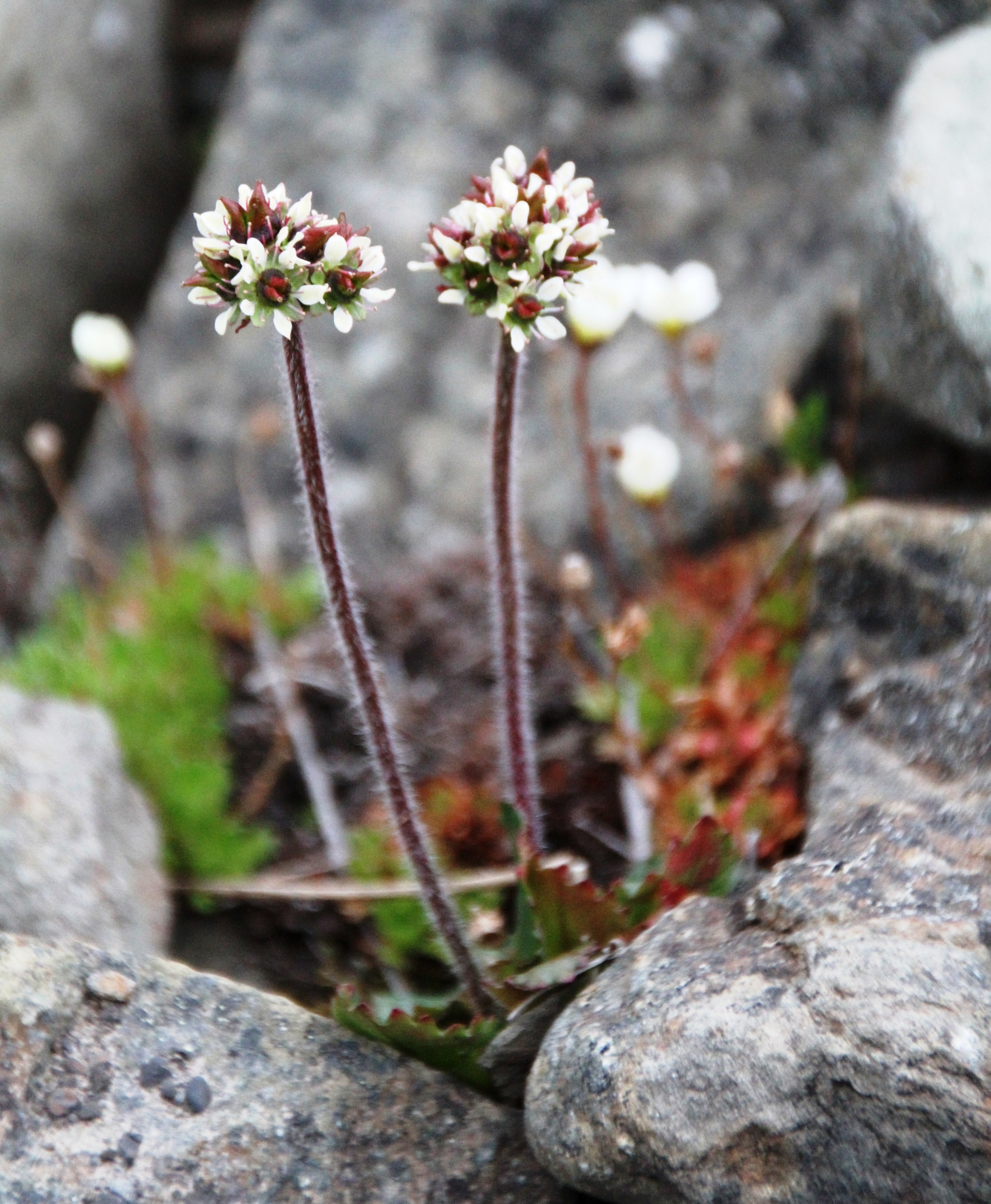
Saxifraga nivalis à l'île de Spitzberg

- Saxifraga
  - S. aizoides (saxifrage jaune)
  - S. cernua (saxifrage penchée)
  - S. cespitosa
  - S. flagellaris
  - S. hieraciifolia
  - S. hirculus
  - S. nivalis (saxifrage des neiges)
  - S. oppositifolia (saxifrage à feuilles opposées)
  - S. rivularis (saxifrage des ruisseaux)[1]

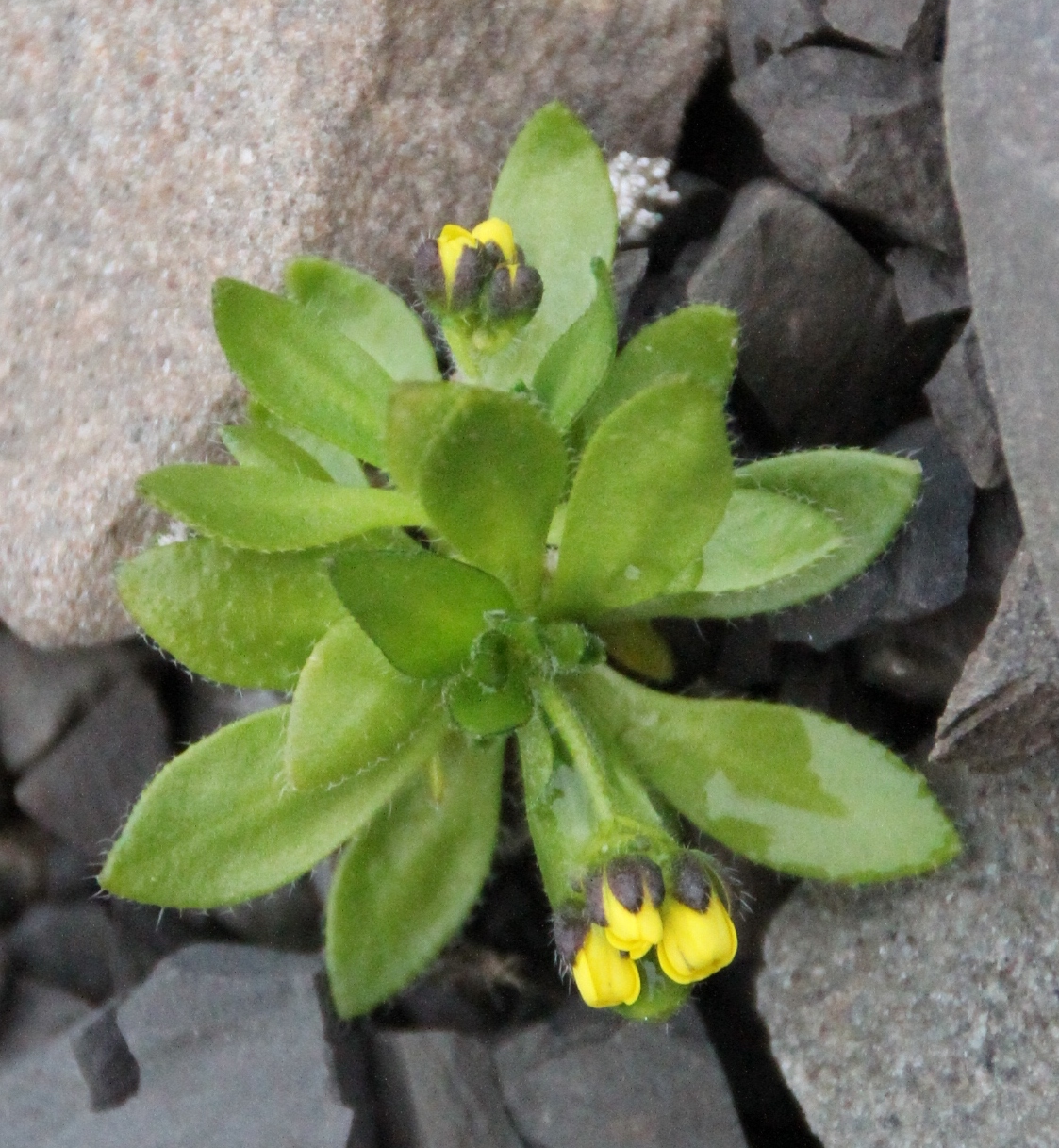
Saxifraga aizoides près de Longyearbyen (île de Spitzberg)
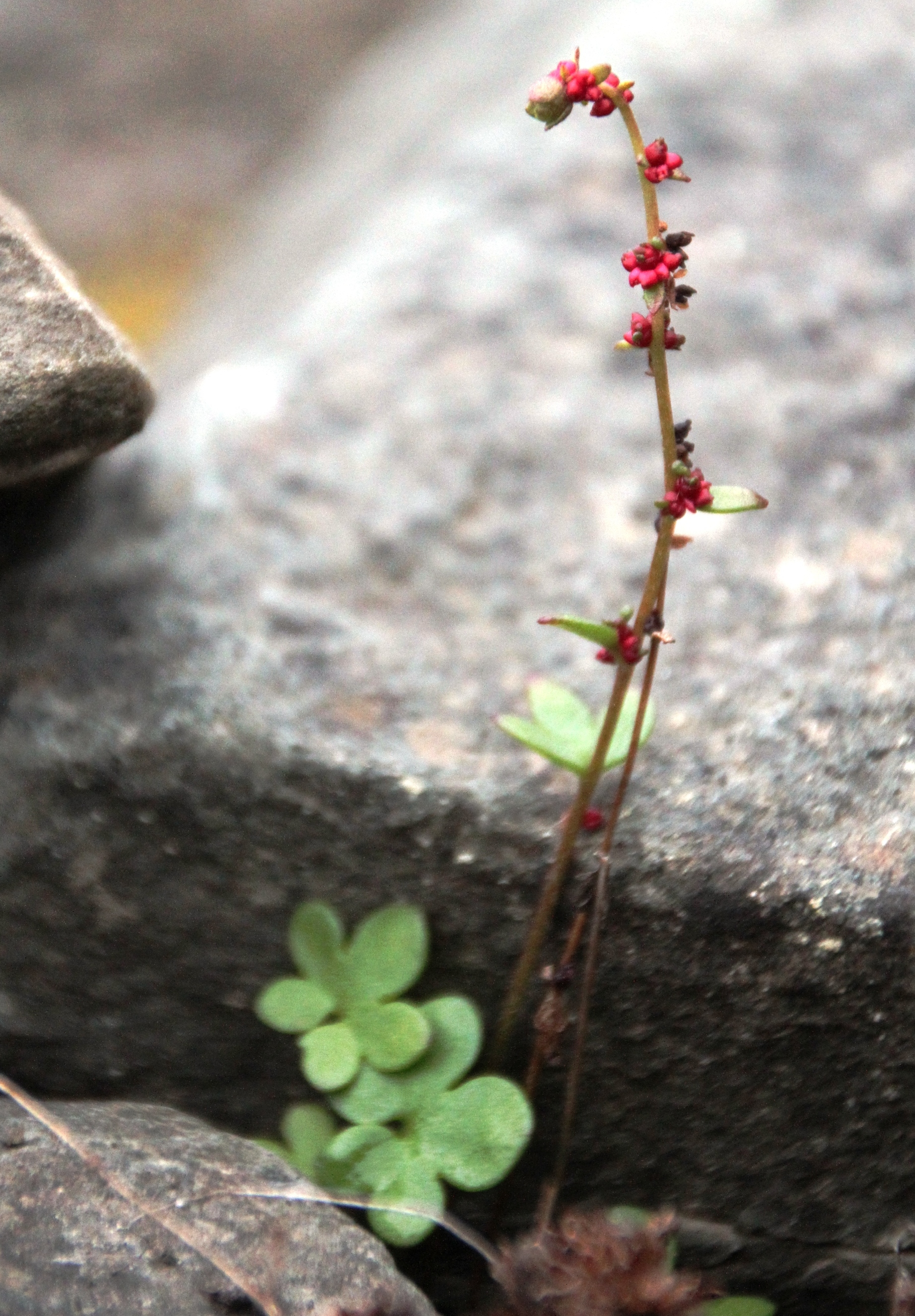
Saxifraga cernua à l'île de Spitzberg
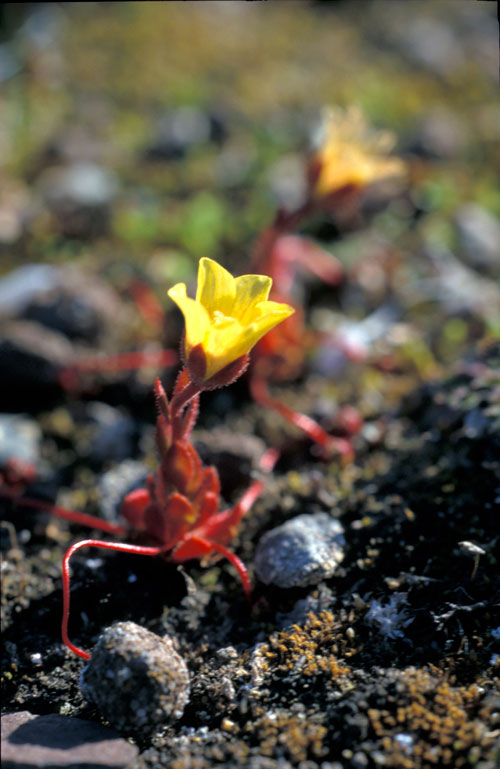
Saxifraga flagellaris
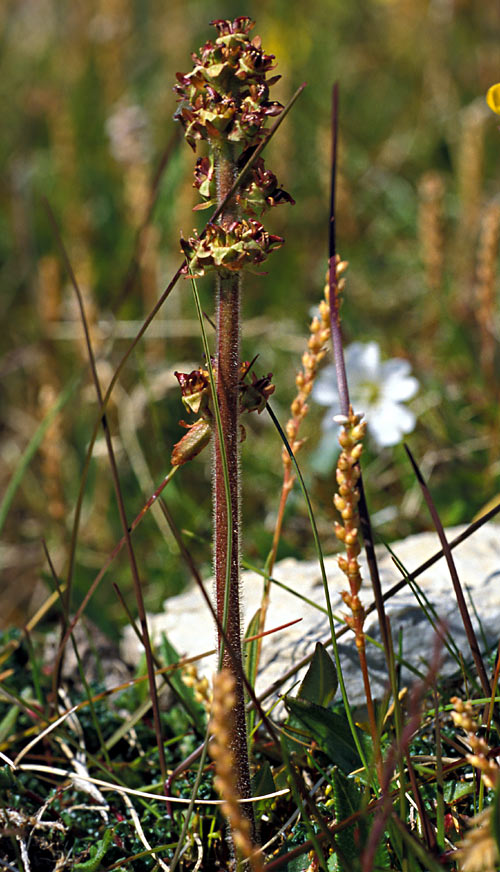
Saxifraga hieraciifolia
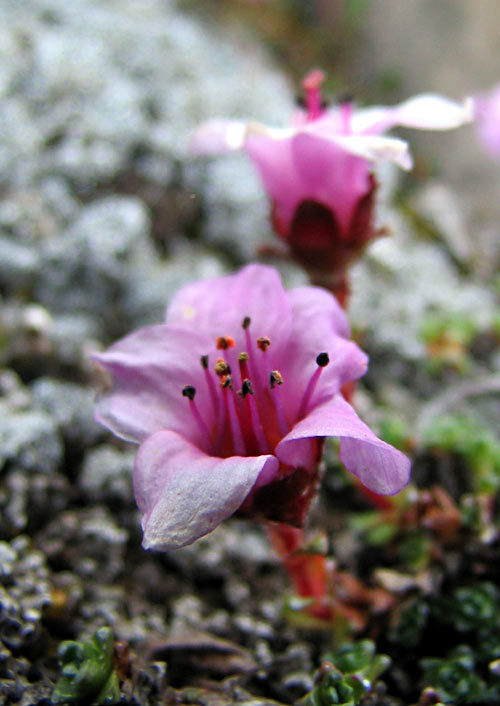
Saxifraga oppositifolia

- Silene
  - S. acaulis (silène acaule)
  - S. furcata
  - S. wahlbergella

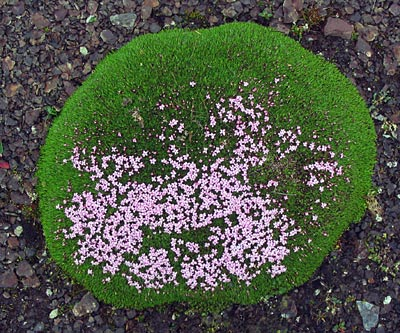
Silene acaulis
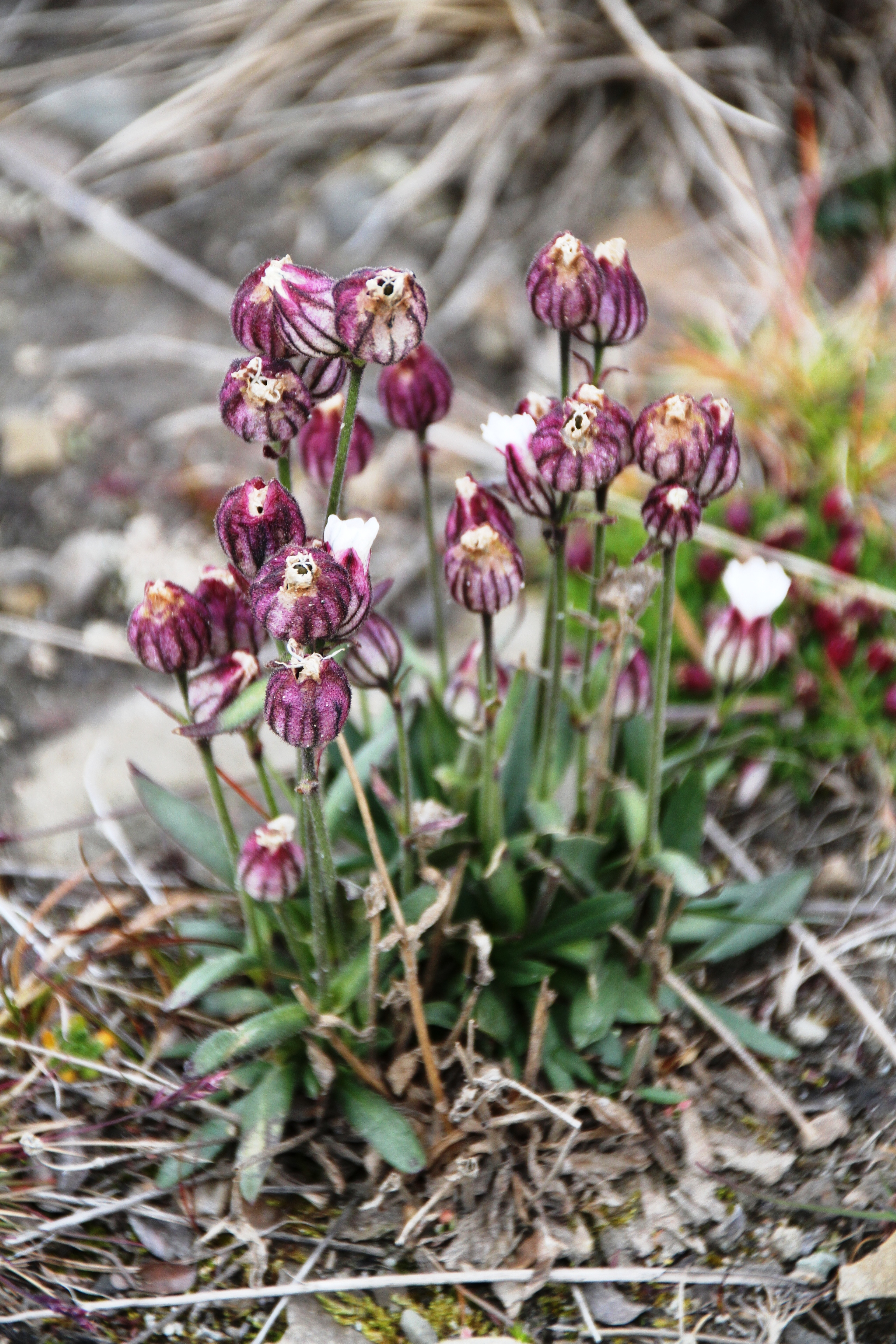
Silene wahlbergella à l'île de Spitzberg

- Stellaria
  - S. crassipes
  - S. humifusa
- Taraxacum
  - T. arcticum (pissenlit arctique)
  - T. brachyceras
- Vaccinium uliginosum[1] (myrtille des marais)

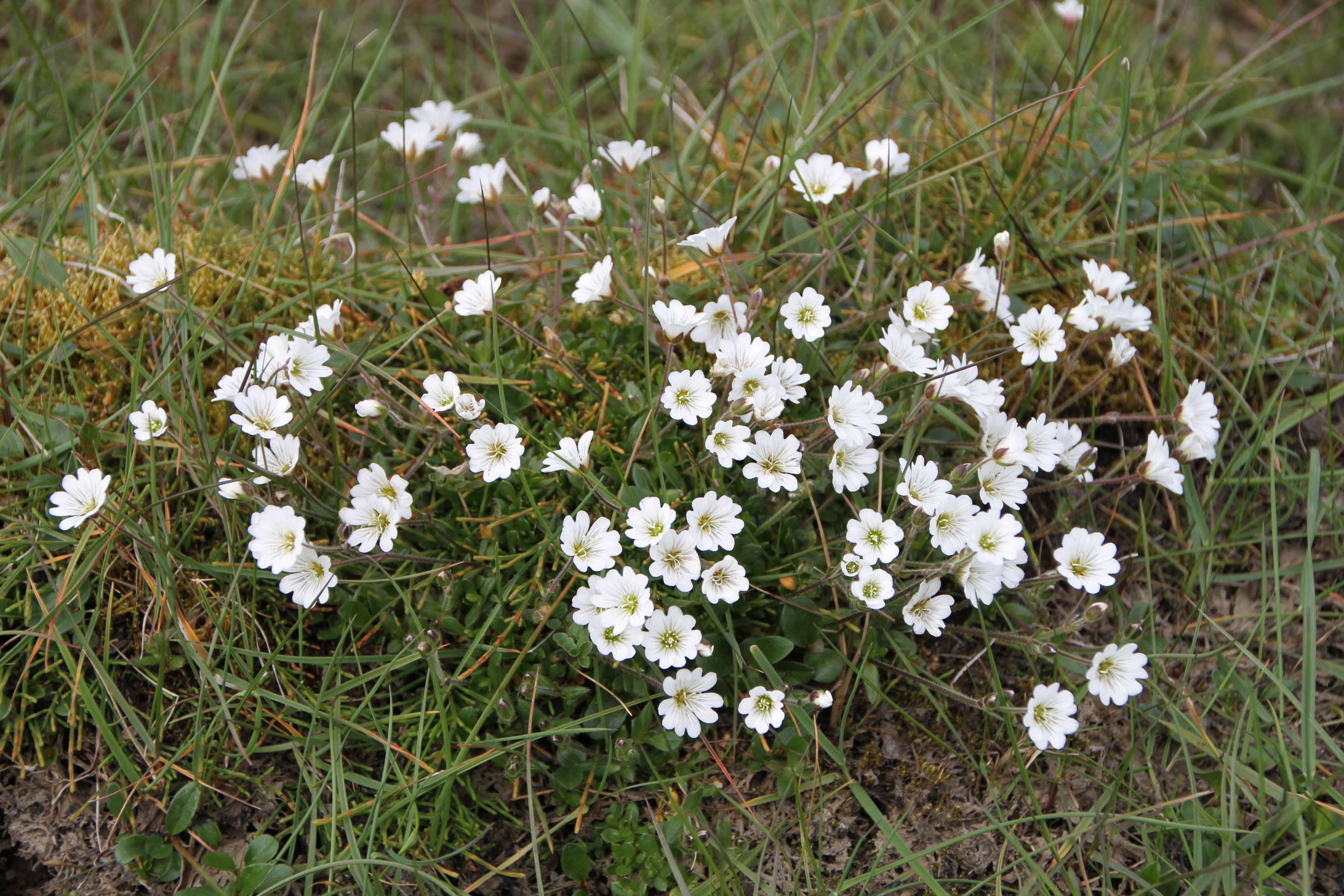
Stellaria crassipes près de Longyearbyen (Spitzberg)
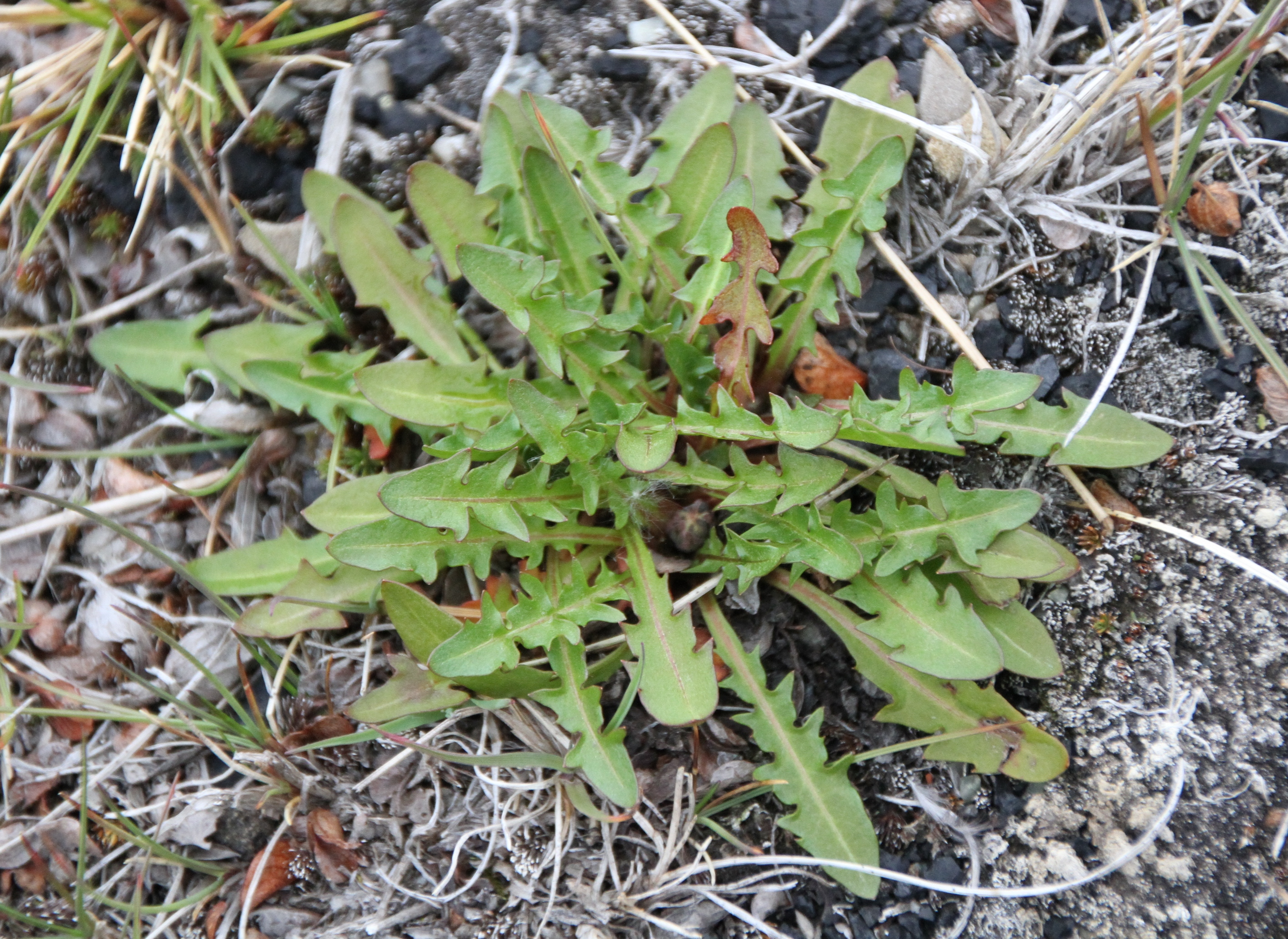
Taraxacum arcticum près de Longyearbyen
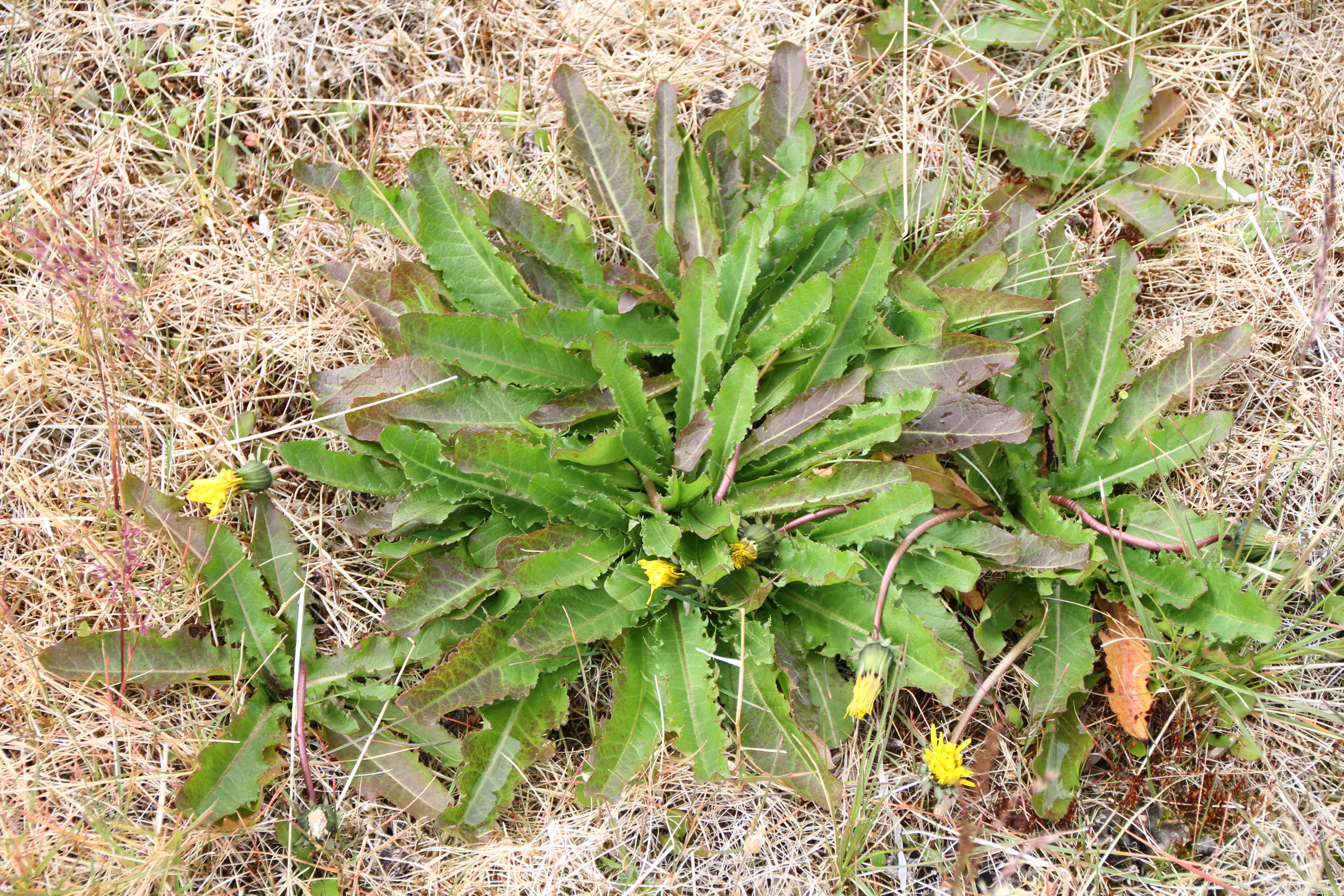
Taraxacum brachyceras au milieu de l'île de Spitzberg
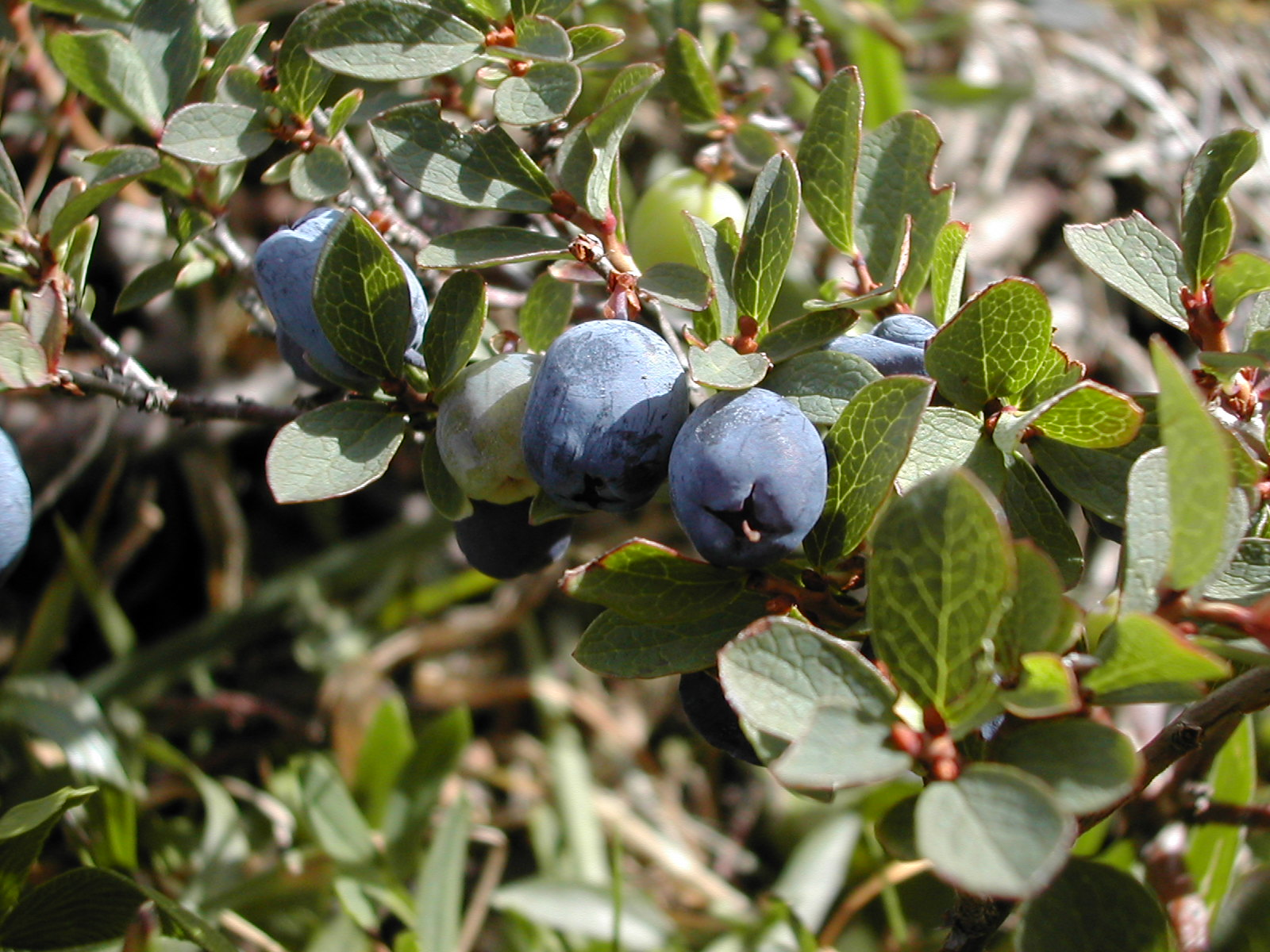
Fruits de Vaccinium uliginosum